# Europees kampioenschap voetbal 2004 (kwalificatie)
De kwalificatie voor het Europees kampioenschap voetbal 2004 duurde van september 2002 tot en met november 2003.

## Gekwalificeerde landen

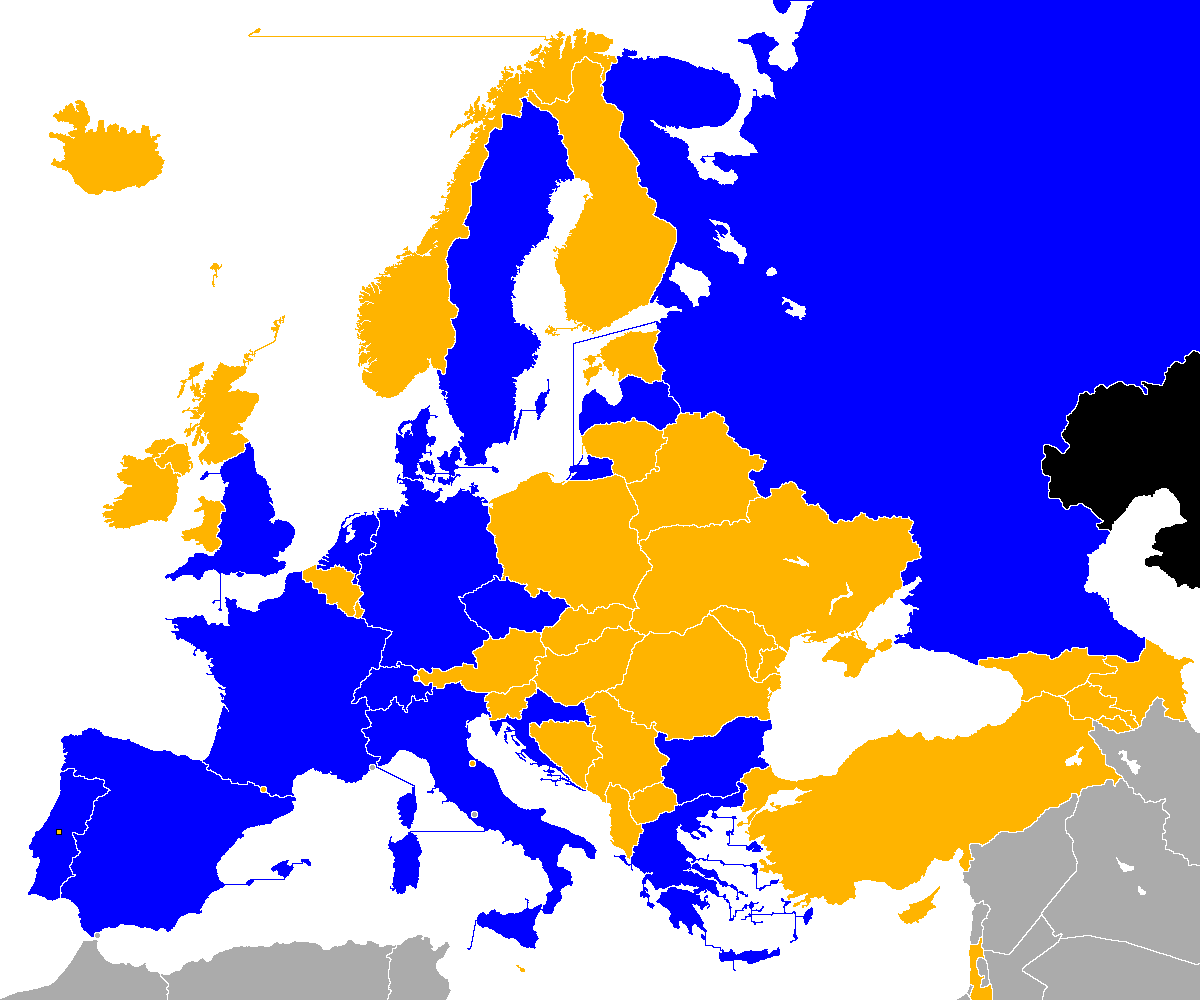
Gekwalificeerde landen
Direct gekwalificeerd
Na play-off gekwalificeerd
Uitgeschakeld na play-offs
Uitgeschakeld na groepswedstrijden
Geen deelname
Geen UEFA-lid

In vergelijking met het vorige EK plaatsten Duitsland, Frankrijk, Italië, Spanje, Nederland, Portugal, Kroatië, Engeland, Denemarken, Tsjechië en Zweden zich opnieuw. Kroatië en Letland schakelden respectievelijk Slovenië en Turkije uit, België werd door zowel Bulgarije als Kroatië uitgeschakeld en Zwitserland, Rusland en Griekenland namen de plaats in van Joegoslavië, Noorwegen en Roemenië.
| Land        | Kwalificatie als | Datum kwalificatie | Eerdere deelnames aan EK                           |
| ----------- | ---------------- | ------------------ | -------------------------------------------------- |
| Portugal    | Gastland         | 13 oktober 1999    | 3 (1984, 1996, 2000)                               |
| Frankrijk   | Groep 1 winnaar  | 10 september 2003  | 5 (1960, 1984, 1992, 1996, 2000)                   |
| Denemarken  | Groep 2 winnaar  | 11 oktober 2003    | 6 (1964, 1984, 1988, 1992, 1996, 2000)             |
| Tsjechië1   | Groep 3 winnaar  | 10 september 2003  | 5 (1960, 1976, 1980, 1996, 2000)                   |
| Zweden      | Groep 4 winnaar  | 10 september 2003  | 2 (1992, 2000)                                     |
| Duitsland2  | Groep 5 winnaar  | 11 oktober 2003    | 8 (1972, 1976, 1980, 1984, 1988, 1992, 1996, 2000) |
| Griekenland | Groep 6 winnaar  | 11 oktober 2003    | 1 (1980)                                           |
| Engeland    | Groep 7 winnaar  | 11 oktober 2003    | 6 (1968, 1980, 1988, 1992, 1996, 2000)             |
| Bulgarije   | Groep 8 winnaar  | 10 september 2003  | 1 (1996)                                           |
| Italië      | Groep 9 winnaar  | 11 oktober 2003    | 5 (1968, 1980, 1988, 1996, 2000)                   |
| Zwitserland | Groep 10 winnaar | 11 oktober 2003    | 1 (1996)                                           |
| Kroatië     | Play-off winnaar | 19 november 2003   | 1 (1996)                                           |
| Letland     | Play-off winnaar | 19 november 2003   | 0 (debuut)                                         |
| Nederland   | Play-off winnaar | 19 november 2003   | 6 (1976, 1980, 1988, 1992, 1996, 2000)             |
| Spanje      | Play-off winnaar | 19 november 2003   | 6 (1964, 1980, 1984, 1988, 1996, 2000)             |
| Rusland3    | Play-off winnaar | 19 november 2003   | 7 (1960, 1964, 1968, 1972, 1988, 1992, 1996)       |

1:Van 1960 tot 1992 speelde Tsjechië onder de naam Tsjechoslowakije.

2:Van 1972 tot 1988 speelde Duitsland onder de naam West-Duitsland.

3:Van 1960 tot 1988 speelde Rusland onder de naam Sovjet-Unie.

Vet betekent dat het land dat jaar kampioen werd.

Schuin  betekent dat het land dat jaar gastland was.

## Groepen en wedstrijden
Legenda

### Groep 1
Na het desastreus verlopen WK in Zuid-Korea en Japan werd coach Roger Lemerre ontslagen bij de Franse ploeg, de technisch directeur van Olympique Lyon Jacques Santini werd aangesteld als zijn opvolger. De ploeg draaide nog steeds rond de ploeg die in 1998 en 2000 Wereld- en Europees kampioen werd met Zinédine Zidane als belangrijkste speler. In een niet al te zware poule werden alle wedstrijden gewonnen, hoogtepunt was een 5-0 overwinning op Slovenië. Slovenië hield uitzicht op het derde internationale toernooi op rij door als tweede te eindigen, beslissend was een 3-1 zege op Israël, tegenstander zou Kroatië worden. Israël moest alle wedstrijden buitenshuis spelen vanwege het buitensporige geweld in het land door de tweede Intifada. 
| Pos | Land      | Wed | Win | Gel | Ver | DV | DT | +/− | Pnt |
| --- | --------- | --- | --- | --- | --- | -- | -- | --- | --- |
| 1   | Frankrijk | 8   | 8   | 0   | 0   | 29 | 2  | +27 | 24  |
| 2   | Slovenië  | 8   | 4   | 2   | 2   | 15 | 12 | +3  | 14  |
| 3   | Israël    | 8   | 2   | 3   | 3   | 9  | 11 | –2  | 9   |
| 4   | Cyprus    | 8   | 2   | 2   | 4   | 9  | 18 | –9  | 8   |
| 5   | Malta     | 8   | 0   | 1   | 7   | 5  | 24 | –19 | 1   |

|                                |           |       |                       |                                                                                |
| 7 september 2002 19:00 (UTC+3) | Cyprus    | 1 – 2 | Frankrijk             | GSP Stadium, Nicosia Toeschouwers: 11.898 Scheidsrechter: Herbert Fandel (DUI) |
| 7 september 2002 19:00 (UTC+3) | Okkas 14' |       | Cissé 39' Wiltord 51' | GSP Stadium, Nicosia Toeschouwers: 11.898 Scheidsrechter: Herbert Fandel (DUI) |

|                                |                                            |       |       |                                                                                         |
| 7 september 2002 20:15 (UTC+2) | Slovenië                                   | 3 – 0 | Malta | Bežigradstadion, Ljubljana Toeschouwers: 7.000 Scheidsrechter: Georgios Borovilos (GRI) |
| 7 september 2002 20:15 (UTC+2) | Debono 37' (e.d.) Šiljak 59' Cimirotič 90' |       |       | Bežigradstadion, Ljubljana Toeschouwers: 7.000 Scheidsrechter: Georgios Borovilos (GRI) |

|                               |       |                       |        |                                                                                   |
| 12 oktober 2002 19:00 (UTC+2) | Malta | 0 – 2                 | Israël | Ta' Qalistadion, Ta' Qali Toeschouwers: 5.200 Scheidsrechter: Sergei Shebek (UKR) |
| 12 oktober 2002 19:00 (UTC+2) |       | Balili 56' Revivo 76' |        | Ta' Qalistadion, Ta' Qali Toeschouwers: 5.200 Scheidsrechter: Sergei Shebek (UKR) |

|                               |                                                  |       |          |                                                                                            |
| 12 oktober 2002 20:45 (UTC+2) | Frankrijk                                        | 5 – 0 | Slovenië | Stade de France, Saint-Denis Toeschouwers: 77.619 Scheidsrechter: Kim Milton Nielsen (DEN) |
| 12 oktober 2002 20:45 (UTC+2) | Vieira 10' Marlet 35', 64' Wiltord 79' Govou 86' |       |          | Stade de France, Saint-Denis Toeschouwers: 77.619 Scheidsrechter: Kim Milton Nielsen (DEN) |

|                               |       |                                         |           |                                                                                      |
| 16 oktober 2002 20:45 (UTC+2) | Malta | 0 – 4                                   | Frankrijk | Ta' Qalistadion, Ta' Qali Toeschouwers: 10.000 Scheidsrechter: Alexandru Tudor (ROE) |
| 16 oktober 2002 20:45 (UTC+2) |       | Henry 25', 35' Wiltord 59' Carrière 84' |           | Ta' Qalistadion, Ta' Qali Toeschouwers: 10.000 Scheidsrechter: Alexandru Tudor (ROE) |

|                                |                         |       |            |                                                                             |
| 20 november 2002 19:00 (UTC+2) | Cyprus                  | 2 – 1 | Malta      | GSP Stadium, Nicosia Toeschouwers: 5.000 Scheidsrechter: Anton Guenov (BUL) |
| 20 november 2002 19:00 (UTC+2) | Rauffmann 50' Okkas 74' |       | Mifsud 90' | GSP Stadium, Nicosia Toeschouwers: 5.000 Scheidsrechter: Anton Guenov (BUL) |

|                             |               |       |         |                                                                                  |
| 29 maart 2003 19:00 (UTC+2) | Cyprus        | 1 – 1 | Israël  | Tsirion Stadium, Limassol Toeschouwers: 9.000 Scheidsrechter: Mike McCurry (SCO) |
| 29 maart 2003 19:00 (UTC+2) | Rauffmann 61' |       | Afek 2' | Tsirion Stadium, Limassol Toeschouwers: 9.000 Scheidsrechter: Mike McCurry (SCO) |

|                             |                                                                 |       |       |                                                                                         |
| 29 maart 2003 20:45 (UTC+1) | Frankrijk                                                       | 6 – 0 | Malta | Stade Bollaert-Delelis, Lens Toeschouwers: 40.775 Scheidsrechter: Emil Bozinovski (MKD) |
| 29 maart 2003 20:45 (UTC+1) | Wiltord 36' Henry 38', 54' Zidane 57' (pen.), 80' Trezeguet 70' |       |       | Stade Bollaert-Delelis, Lens Toeschouwers: 40.775 Scheidsrechter: Emil Bozinovski (MKD) |

|                            |                                           |       |                  |                                                                                               |
| 2 april 2003 20:15 (UTC+2) | Slovenië                                  | 4 – 1 | Cyprus           | Bežigradstadion, Ljubljana Toeschouwers: 5.000 Scheidsrechter: Paulo Manuel Gomes Costa (POR) |
| 2 april 2003 20:15 (UTC+2) | Šiljak 4', 14' Zahovič 38' (pen.) Čeh 43' |       | Konstantinou 10' | Bežigradstadion, Ljubljana Toeschouwers: 5.000 Scheidsrechter: Paulo Manuel Gomes Costa (POR) |

|                            |         |       |                          |                                                                                       |
| 2 april 2003 20:45 (UTC+2) | Israël  | 1 – 2 | Frankrijk                | Stadio Renzo Barbera, Palermo Toeschouwers: 2.455 Scheidsrechter: Graham Barber (ENG) |
| 2 april 2003 20:45 (UTC+2) | Afek 2' |       | Trezeguet 23' Zidane 45' | Stadio Renzo Barbera, Palermo Toeschouwers: 2.455 Scheidsrechter: Graham Barber (ENG) |

|                             |                        |       |        |                                                                                    |
| 30 april 2003 20:30 (UTC+2) | Israël                 | 2 – 0 | Cyprus | Stadio Renzo Barbera, Palermo Toeschouwers: 300 Scheidsrechter: Michal Benes (CZE) |
| 30 april 2003 20:30 (UTC+2) | Badir 88' Holtzman 90' |       |        | Stadio Renzo Barbera, Palermo Toeschouwers: 300 Scheidsrechter: Michal Benes (CZE) |

|                             |            |       |                             |                                                                                     |
| 30 april 2003 20:30 (UTC+2) | Malta      | 1 – 3 | Slovenië                    | Ta' Qalistadion, Ta' Qali Toeschouwers: 2.500 Scheidsrechter: Attila Hanacsek (HON) |
| 30 april 2003 20:30 (UTC+2) | Mifsud 90' |       | Zahovič 15' Šiljak 36', 57' | Ta' Qalistadion, Ta' Qali Toeschouwers: 2.500 Scheidsrechter: Attila Hanacsek (HON) |

|                           |            |       |                              |                                                                                      |
| 7 juni 2003 19:00 (UTC+2) | Malta      | 1 – 2 | Cyprus                       | Ta' Qalistadion, Ta' Qali Toeschouwers: 3.000 Scheidsrechter: Bernhard Brugger (OOS) |
| 7 juni 2003 19:00 (UTC+2) | Dimech 73' |       | Konstantinou 23' (pen.), 62' | Ta' Qalistadion, Ta' Qali Toeschouwers: 3.000 Scheidsrechter: Bernhard Brugger (OOS) |

|                           |        |       |          |                                                                                           |
| 7 juni 2003 21:15 (UTC+3) | Israël | 0 – 0 | Slovenië | Antalya Atatürkstadion, Antalya Toeschouwers: 1.800 Scheidsrechter: Massimo Busacca (SUI) |
| 7 juni 2003 21:15 (UTC+3) |        |       |          | Antalya Atatürkstadion, Antalya Toeschouwers: 1.800 Scheidsrechter: Massimo Busacca (SUI) |

|                                |                              |       |            |                                                                                     |
| 6 september 2003 20:15 (UTC+2) | Slovenië                     | 3 – 1 | Israël     | Bežigradstadion, Ljubljana Toeschouwers: 8.000 Scheidsrechter: Herbert Fandel (DUI) |
| 6 september 2003 20:15 (UTC+2) | Šiljak 35' Knavs 37' Čeh 78' |       | Revivo 69' | Bežigradstadion, Ljubljana Toeschouwers: 8.000 Scheidsrechter: Herbert Fandel (DUI) |

|                                |                                              |       |        |                                                                                       |
| 6 september 2003 20:45 (UTC+2) | Frankrijk                                    | 5 – 0 | Cyprus | Stade de France, Saint-Denis Toeschouwers: 45.000 Scheidsrechter: Leslie Irvine (SCO) |
| 6 september 2003 20:45 (UTC+2) | Trezeguet 7', 81' Wiltord 20', 41' Henry 60' |       |        | Stade de France, Saint-Denis Toeschouwers: 45.000 Scheidsrechter: Leslie Irvine (SCO) |

|                                 |                       |       |                                |                                                                                        |
| 10 september 2003 18:00 (UTC+3) | Israël                | 2 – 2 | Malta                          | Antalya Atatürkstadion, Antalya Toeschouwers: 1.300 Scheidsrechter: Eric Blareau (BEL) |
| 10 september 2003 18:00 (UTC+3) | Revivo 16' Balili 79' |       | Mifsud 51' (pen.) Carabott 52' | Antalya Atatürkstadion, Antalya Toeschouwers: 1.300 Scheidsrechter: Eric Blareau (BEL) |

|                                 |          |                          |           |                                                                                       |
| 10 september 2003 20:45 (UTC+2) | Slovenië | 0 – 2                    | Frankrijk | Bežigradstadion, Ljubljana Toeschouwers: 9.500 Scheidsrechter: Domenico Messina (ITA) |
| 10 september 2003 20:45 (UTC+2) |          | Trezeguet 9' Dacourt 71' |           | Bežigradstadion, Ljubljana Toeschouwers: 9.500 Scheidsrechter: Domenico Messina (ITA) |

|                               |                           |       |                 |                                                                                        |
| 11 oktober 2003 19:30 (UTC+3) | Cyprus                    | 2 – 2 | Slovenië        | Tsirion Stadium, Limassol Toeschouwers: 2.346 Scheidsrechter: Tom Henning Øvrebø (NOR) |
| 11 oktober 2003 19:30 (UTC+3) | Georgiou 71' Yiasoumi 81' |       | Šiljak 11', 41' | Tsirion Stadium, Limassol Toeschouwers: 2.346 Scheidsrechter: Tom Henning Øvrebø (NOR) |

|                               |                                     |       |        | |
| 11 oktober 2003 20:45 (UTC+2) | Frankrijk                           | 3 – 0 | Israël | Stade de France, Saint-Denis Toeschouwers: 57.009 Scheidsrechter: Cosimo-Giancarlo Bolognino (ITA) |
| 11 oktober 2003 20:45 (UTC+2) | Henry 9' Trezeguet 24' Boumsong 42' |       |        | Stade de France, Saint-Denis Toeschouwers: 57.009 Scheidsrechter: Cosimo-Giancarlo Bolognino (ITA) |

### Groep 2
Groep 2 was een groep zonder een uitgesproken favoriet, vier ploegen zouden een spannende competitie strijden om één Europese ticket en één plaats in de Play-offs. Daar zag het in het begin niet naar uit, de Scandinavische landen Denemarken als Noorwegen wonnen de uitwedstrijd van hun belangrijkste concurrent Roemenië. Vooral de 2-5 overwinning van Denemarken was opvallend, twee maal namen de Roemenen een voorsprong, waarna in de laatste twinitig minuten de Denen een ruime overwinning behaalden. Na afloop stopte Gheorghe Popescu als international na 115 wedstrijden.
In de volgende wedstrijd verslikte Denemarken zich in eigen huis tegen Bosnië en Herzegovina, 0-2. Halverwege de competitie stond Noorwegen bovenaan met tien punten uit vier wedstrijden, drie punten meer dan Denemarken en vier meer dan Roemenië en Bosnië en Herzegovina. Denemarken veroverde de koppositie weer door met 1-0 van Noorwegen te winnen door een vroeg doelpunt van Grønkjær. Noorwegen verloor nu het initiatief in de groep door een benauwd gelijkspel tegen Roemenië en een 1-0 nederlaag tegen Bosnië en Herzegovina. Voor de laatste twee speelronden hadden Denemarken en Roemenië dertien punten en een voorsprong van drie punten op Noorwegen, Denemarken had één wedstrijd minder gespeeld.
Aangezien de onderlinge resultaten doorslaggevend waren bij een gelijk aantal punten moest Roemenië van Denemarken winnen. Denemarken kwam op voorsprong door een gemakkelijk gegeven strafschop. De Roemenen scoorden in de tweede helft twee keer, maar zeer ver in blessure tijd zorgde Martin Laursen voor de gelijkmaker. In Roemenië was men woest op scheidsrechter Urs Meier, een krant publiceerde het emailadres van de scheidsrechter en heksen spraken een vloek uit. Voor de laatste speelronde hadden Denemarken en Roemenië veertien punten, Bosnië twaalf en Noorwegen elf punten, Roemenië was al uitgespeeld.
Noorwegen moest nu winnen van Luxemburg om in ieder geval boven Roemenië te eindigen hetgeen maar net lukte dankzij een doelpunt van Tore André Flo. Denemarken had aan een gelijkspel tegen Bosnië en Herzegovina genoeg zich te plaatsen voor het EK, bij winst zou Bosnië eerste worden, bij een andere resultaat vierde. Na een 1-1 ruststand hielden de Denen stand in de tweede helft ondanks een wanhopig slotoffensief van de Bosniërs die zich voor de eerste keer konden plaatsen voor een groot toernooi. Denemarken plaatste zich voor de vijfde achtereenvolgende keer voor een EK of WK, een record voor de Skandinaviërs. Noorwegen moest in de Play-Offs tegen Spanje spelen.
| Pos | Land                  | Wed | Win | Gel | Ver | DV | DT | +/− | Pnt |
| --- | --------------------- | --- | --- | --- | --- | -- | -- | --- | --- |
| 1   | Denemarken            | 8   | 4   | 3   | 1   | 15 | 9  | +6  | 15  |
| 2   | Noorwegen             | 8   | 4   | 2   | 2   | 9  | 5  | +4  | 14  |
| 3   | Roemenië              | 8   | 4   | 2   | 2   | 21 | 9  | +12 | 14  |
| 4   | Bosnië en Herzegovina | 8   | 4   | 1   | 3   | 7  | 8  | –1  | 13  |
| 5   | Luxemburg             | 8   | 0   | 0   | 8   | 0  | 21 | –21 | 0   |

|                                |                     |       |                   |                                                                               |
| 7 september 2002 16:00 (UTC+2) | Noorwegen           | 2 – 2 | Denemarken        | Ullevaal Stadion, Oslo Toeschouwers: 25.114 Scheidsrechter: Hugh Dallas (SCO) |
| 7 september 2002 16:00 (UTC+2) | Riise 54' Carew 90' |       | Tomasson 22', 72' | Ullevaal Stadion, Oslo Toeschouwers: 25.114 Scheidsrechter: Hugh Dallas (SCO) |

|                                |                       |                                |          |                                                                                    |
| 7 september 2002 20:15 (UTC+2) | Bosnië en Herzegovina | 0 – 3                          | Roemenië | Koševo Stadion, Sarajevo Toeschouwers: 4.000 Scheidsrechter: Lucílio Batista (POR) |
| 7 september 2002 20:15 (UTC+2) |                       | Chivu 7' Munteanu 8' Ganea 27' |          | Koševo Stadion, Sarajevo Toeschouwers: 4.000 Scheidsrechter: Lucílio Batista (POR) |

|                               |          |             |           |                                                                                        |
| 12 oktober 2002 20:00 (UTC+3) | Roemenië | 0 – 1       | Noorwegen | Stadionul Steaua, Boekarest Toeschouwers: 25.000 Scheidsrechter: Valentin Ivanov (RUS) |
| 12 oktober 2002 20:00 (UTC+3) |          | Iversen 83' |           | Stadionul Steaua, Boekarest Toeschouwers: 25.000 Scheidsrechter: Valentin Ivanov (RUS) |

|                               |                              |       |           |                                                                           |
| 12 oktober 2002 19:15 (UTC+2) | Denemarken                   | 2 – 0 | Luxemburg | Parken, Kopenhagen Toeschouwers: 40.259 Scheidsrechter: Ferenc Bede (HON) |
| 12 oktober 2002 19:15 (UTC+2) | Tomasson 52' (pen.) Sand 72' |       |           | Parken, Kopenhagen Toeschouwers: 40.259 Scheidsrechter: Ferenc Bede (HON) |

|                               |                        |       |                       |                                                                                 |
| 16 oktober 2002 20:00 (UTC+2) | Noorwegen              | 2 – 0 | Bosnië en Herzegovina | Ullevaal Stadion, Oslo Toeschouwers: 24.169 Scheidsrechter: Michael Benes (CZE) |
| 16 oktober 2002 20:00 (UTC+2) | Lundekvam 7' Riise 27' |       |                       | Ullevaal Stadion, Oslo Toeschouwers: 24.169 Scheidsrechter: Michael Benes (CZE) |

|                               |           |                                                            |          |                                                                                       |
| 16 oktober 2002 20:00 (UTC+2) | Luxemburg | 0 – 7                                                      | Roemenië | Stade Josy Barthel, Luxemburg Toeschouwers: 2.056 Scheidsrechter: Romans Lajuks (LET) |
| 16 oktober 2002 20:00 (UTC+2) |           | Moldovan 2', 5' Rădoi 25' Contra 45', 47', 86' Ghioane 81' |          | Stade Josy Barthel, Luxemburg Toeschouwers: 2.056 Scheidsrechter: Romans Lajuks (LET) |

|                             |                      |       |                                                               |                                                                                                 |
| 29 maart 2003 18:00 (UTC+2) | Roemenië             | 2 – 5 | Denemarken                                                    | Stadionul Național, Boekarest Toeschouwers: 55.000 Scheidsrechter: Manuel Mejuto González (SPA) |
| 29 maart 2003 18:00 (UTC+2) | Mutu 5' Munteanu 47' |       | Rommedahl 8', 90' Gravesen 53' Tomasson 71' Contra 73' (e.d.) | Stadionul Național, Boekarest Toeschouwers: 55.000 Scheidsrechter: Manuel Mejuto González (SPA) |

|                             |                        |       |           |                                                                              |
| 29 maart 2003 20:15 (UTC+1) | Bosnië en Herzegovina  | 2 – 0 | Luxemburg | Bilino Polje, Zenica Toeschouwers: 10.000 Scheidsrechter: Jouni Hyytiä (FIN) |
| 29 maart 2003 20:15 (UTC+1) | Bolić 58' Barbarez 75' |       |           | Bilino Polje, Zenica Toeschouwers: 10.000 Scheidsrechter: Jouni Hyytiä (FIN) |

|                            |            |                         |                       |                                                                             |
| 2 april 2003 19:15 (UTC+2) | Denemarken | 0 – 2                   | Bosnië en Herzegovina | Parken, Kopenhagen Toeschouwers: 30.845 Scheidsrechter: Anton Stredak (SVK) |
| 2 april 2003 19:15 (UTC+2) |            | Barbarez 23' Baljić 29' |                       | Parken, Kopenhagen Toeschouwers: 30.845 Scheidsrechter: Anton Stredak (SVK) |

|                            |           |                            |           |                                                                                       |
| 2 april 2003 20:00 (UTC+2) | Luxemburg | 0 – 2                      | Noorwegen | Stade Josy Barthel, Luxemburg Toeschouwers: 3.000 Scheidsrechter: Ivan Dobrinov (BUL) |
| 2 april 2003 20:00 (UTC+2) |           | Rushfeldt 57' Solskjær 73' |           | Stade Josy Barthel, Luxemburg Toeschouwers: 3.000 Scheidsrechter: Ivan Dobrinov (BUL) |

|                           |                    |       |                       |                                                                                      |
| 7 juni 2003 20:00 (UTC+3) | Roemenië           | 2 – 0 | Bosnië en Herzegovina | Ion Oblemencostadion, Craiova Toeschouwers: 36.000 Scheidsrechter: Ruud Bossen (NED) |
| 7 juni 2003 20:00 (UTC+3) | Mutu 46' Ganea 87' |       |                       | Ion Oblemencostadion, Craiova Toeschouwers: 36.000 Scheidsrechter: Ruud Bossen (NED) |

|                           |             |       |           |                                                                           |
| 7 juni 2003 19:15 (UTC+2) | Denemarken  | 1 – 0 | Noorwegen | Parken, Kopenhagen Toeschouwers: 41.824 Scheidsrechter: Graham Poll (ENG) |
| 7 juni 2003 19:15 (UTC+2) | Grønkjær 5' |       |           | Parken, Kopenhagen Toeschouwers: 41.824 Scheidsrechter: Graham Poll (ENG) |

|                            |                     |       |           |                                                                                |
| 11 juni 2003 19:45 (UTC+2) | Noorwegen           | 1 – 1 | Roemenië  | Ullevaal Stadion, Oslo Toeschouwers: 24.890 Scheidsrechter: Lubos Michel (SVK) |
| 11 juni 2003 19:45 (UTC+2) | Solskjær 78' (pen.) |       | Ganea 64' | Ullevaal Stadion, Oslo Toeschouwers: 24.890 Scheidsrechter: Lubos Michel (SVK) |

|                            |           |                        |            |                                                                                       |
| 11 juni 2003 20:00 (UTC+2) | Luxemburg | 0 – 2                  | Denemarken | Stade Josy Barthel, Luxemburg Toeschouwers: 6.869 Scheidsrechter: Yuri Baskakov (RUS) |
| 11 juni 2003 20:00 (UTC+2) |           | Jensen 2' Gravesen 50' |            | Stade Josy Barthel, Luxemburg Toeschouwers: 6.869 Scheidsrechter: Yuri Baskakov (RUS) |

|                                |                                        |       |           |                                                                                |
| 6 september 2003 19:30 (UTC+3) | Roemenië                               | 4 – 0 | Luxemburg | Stadionul Astra, Ploiești Toeschouwers: 4.000 Scheidsrechter: Alon Yefet (ISR) |
| 6 september 2003 19:30 (UTC+3) | Mutu 38' Pancu 40' Ganea 43' Bratu 77' |       |           | Stadionul Astra, Ploiești Toeschouwers: 4.000 Scheidsrechter: Alon Yefet (ISR) |

|                                |                       |       |           |                                                                              |
| 6 september 2003 20:15 (UTC+2) | Bosnië en Herzegovina | 1 – 0 | Noorwegen | Bilino Polje, Zenica Toeschouwers: 22.000 Scheidsrechter: Stéphane Bre (FRA) |
| 6 september 2003 20:15 (UTC+2) | Bajramović 87'        |       |           | Bilino Polje, Zenica Toeschouwers: 22.000 Scheidsrechter: Stéphane Bre (FRA) |

|                                 |                                   |       |                    |                                                                         |
| 10 september 2003 19:15 (UTC+2) | Denemarken                        | 2 – 2 | Roemenië           | Parken, Kopenhagen Toeschouwers: 42.049 Scheidsrechter: Urs Meier (ZWI) |
| 10 september 2003 19:15 (UTC+2) | Tomasson 35' (pen.) Laursen 90+5' |       | Mutu 62' Pancu 72' | Parken, Kopenhagen Toeschouwers: 42.049 Scheidsrechter: Urs Meier (ZWI) |

|                                 |           |              |                       |                                                                                          |
| 10 september 2003 20:00 (UTC+2) | Luxemburg | 0 – 1        | Bosnië en Herzegovina | Stade Josy Barthel, Luxemburg Toeschouwers: 3.425 Scheidsrechter: Costas Kapitanis (CYP) |
| 10 september 2003 20:00 (UTC+2) |           | Barbarez 35' |                       | Stade Josy Barthel, Luxemburg Toeschouwers: 3.425 Scheidsrechter: Costas Kapitanis (CYP) |

|                               |           |       |           |                                                                               |
| 11 oktober 2003 18:00 (UTC+2) | Noorwegen | 1 – 0 | Luxemburg | Ullevaal Stadion, Oslo Toeschouwers: 22.255 Scheidsrechter: Zsolt Szabó (HON) |
| 11 oktober 2003 18:00 (UTC+2) | Flo 18'   |       |           | Ullevaal Stadion, Oslo Toeschouwers: 22.255 Scheidsrechter: Zsolt Szabó (HON) |

|                               |                       |       |               |                                                                         |
| 11 oktober 2003 18:00 (UTC+2) | Bosnië en Herzegovina | 1 – 1 | Denemarken    | Koševo Stadion Toeschouwers: 35.500 Scheidsrechter: Graham Barber (ENG) |
| 11 oktober 2003 18:00 (UTC+2) | Bolić 39'             |       | Jørgensen 12' | Koševo Stadion Toeschouwers: 35.500 Scheidsrechter: Graham Barber (ENG) |

### Groep 3
Na het mislopen van het WK in 2002 nam Louis van Gaal ontslag bij het Nederlands Elftal en werd Dick Advocaat zijn opvolger, voorlopig zou hij zijn functie combineren met zijn functie als manager bij Glasgow Rangers, als assistent werd Willem van Hanegem benoemd. Advocaat vertrouwde op de lichting die faalde tijdens de WK-kwalificatie, maar nog steeds bij Europese topclubs speelde, van de jeugd kregen alleen Rafael van der Vaart en Andy van der Meijde een kans. Nederland had alleen concurrentie van Tsjechië met Pavel Nedvěd en Jan Koller als voornaamste spelers, Tsjechië moest zich ook revancheren van een mislukte WK-kwalificatie.
Nederland begon goed met een regelmatige 3-0 overwinning op Wit Rusland en in de uitwedstrijd tegen Oostenrijk stond de ploeg al na een half uur met 0-3 voor, daar bleef het bij. Zeges in oefenwedstrijden tegen Duitsland en Argentinië vergrootte het zelfvertrouwen voor de eerste confrontatie met Tsjechië. Frank de Boer speelde zijn honderdste interland Nederland had in de eerste helft het beste van het spel, Clarence Seedorf schoot een vrije trap op de paal, in de blessure-tijd van de eerste helft opende Ruud van Nistelrooij de score. In de tweede helft kwam Tsjechië beter in de wedstrijd, Jan Koller scoorde de gelijkmaker.
Daarna volgden twee moeizame overwinningen op Moldavië en Wit-Rusland. Nederland profiteerde tegen Moldavië van twee inschattingsfouten van de doelman (1-2), tegen Wit-Rusand maakte alleen Fernando Ricksen na afloop indruk door na een bezoek aan een nachtclub de deur van het hotel in te slaan. Na een weinig verheffend oefenduel tegen België werd Seedorf gepasseerd voor de wedstrijden tegen Oostenrijk en Tsjechië. Na een matige eerste helft tegen Oostenrijk nam Nederland in de tweede helft afstand van de Oostenrijkers (3-1).
In de voorlaatste ronde speelden de twee koplopers Tsjechië en Nederland tegen elkaar, de winnaar zou zich plaatsen voor het EK. De start van het Nederlands Elftal was desastreus, Edgar Davids veroorzaakte na amper een kwartier een strafschop en kreeg een rode kaart. Dick Advocaat besloot een aanvaller (Mark Overmars) in te wisselen voor een verdedigende middenvelder (Paul Bosvelt), ondanks dat er gescoord moest worden. Balverlies van Mark van Bommel leverde de 2-0 op via Karel Poborský. Na de tegentreffer van Rafael van der Vaart wisselde Advocaat aanvaller Ruud van Nistelrooij, hetgeen een scheldkannonade opleverde van de spits van Manchester United, Advocaat zou hem voor de volgende wedstrijd schorsen. De eindstand was uiteindelijk 3-1 voor Tsjechië en het gebeuren leverde vernietigende kritieken in de Nederlandse pers achter. Tsjechië plaatste zich rechtstreeks voor het EK en Nederland moest in de Play-Offs tegen Schotland spelen.
| Pos | Land        | Wed | Win | Gel | Ver | DV | DT | +/− | Pnt |
| --- | ----------- | --- | --- | --- | --- | -- | -- | --- | --- |
| 1   | Tsjechië    | 8   | 7   | 1   | 0   | 23 | 5  | +18 | 22  |
| 2   | Nederland   | 8   | 6   | 1   | 1   | 20 | 6  | +14 | 19  |
| 3   | Oostenrijk  | 8   | 3   | 0   | 5   | 12 | 14 | –2  | 9   |
| 4   | Moldavië    | 8   | 2   | 0   | 6   | 5  | 19 | –14 | 6   |
| 5   | Wit-Rusland | 8   | 1   | 0   | 7   | 4  | 20 | –16 | 3   |

|                                |                              |                    |          |                                                                                      |
| 7 september 2002 17:00 (UTC+2) | Oostenrijk                   | 2 – 0              | Moldavië | Ernst-Happel-Stadion, Wenen Toeschouwers: 18.300 Scheidsrechter: Stuart Dougal (SCO) |
| 7 september 2002 17:00 (UTC+2) | Herzog 4' (pen.), 30' (pen.) | verslag[dode link] |          | Ernst-Happel-Stadion, Wenen Toeschouwers: 18.300 Scheidsrechter: Stuart Dougal (SCO) |

|                                |                                         |                    |             |                                                                                     |
| 7 september 2002 20:30 (UTC+2) | Nederland                               | 3 – 0              | Wit-Rusland | Philips Stadion, Eindhoven Toeschouwers: 34.000 Scheidsrechter: Graham Barber (ENG) |
| 7 september 2002 20:30 (UTC+2) | Davids 35' Kluivert 37' Hasselbaink 73' | verslag[dode link] |             | Philips Stadion, Eindhoven Toeschouwers: 34.000 Scheidsrechter: Graham Barber (ENG) |

|                               |          |         |                                    |                                                                                        |
| 12 oktober 2002 16:30 (UTC+3) | Moldavië | 0 – 2   | Tsjechië                           | Stadionul Republican, Chişinău Toeschouwers: 3.500 Scheidsrechter: Leslie Irvine (NIR) |
| 12 oktober 2002 16:30 (UTC+3) |          | verslag | Jankulovski 69' (pen.) Rosický 79' | Stadionul Republican, Chişinău Toeschouwers: 3.500 Scheidsrechter: Leslie Irvine (NIR) |

|                               |             |                    |                          |                                                                             |
| 12 oktober 2002 18:30 (UTC+3) | Wit-Rusland | 0 – 2              | Oostenrijk               | Dinamostadion, Minsk Toeschouwers: 20.000 Scheidsrechter: Eric Poulat (FRA) |
| 12 oktober 2002 18:30 (UTC+3) |             | verslag[dode link] | Schopp 58' Akagündüz 88' | Dinamostadion, Minsk Toeschouwers: 20.000 Scheidsrechter: Eric Poulat (FRA) |

|                               |                       |                    |             |                                                                                    |
| 16 oktober 2002 16:30 (UTC+2) | Tsjechië              | 2 – 0              | Wit-Rusland | Na Stínadlech, Teplice Toeschouwers: 12.850 Scheidsrechter: Helmut Fleischer (DUI) |
| 16 oktober 2002 16:30 (UTC+2) | Poborský 6' Baroš 23' | verslag[dode link] |             | Na Stínadlech, Teplice Toeschouwers: 12.850 Scheidsrechter: Helmut Fleischer (DUI) |

|                               |            |                    |                                 |                                                                                          |
| 16 oktober 2002 20:30 (UTC+2) | Oostenrijk | 0 – 3              | Nederland                       | Ernst-Happel-Stadion, Wenen Toeschouwers: 46.300 Scheidsrechter: Pierluigi Collina (ITA) |
| 16 oktober 2002 20:30 (UTC+2) |            | verslag[dode link] | Seedorf 15' Cocu 20' Makaay 30' | Ernst-Happel-Stadion, Wenen Toeschouwers: 46.300 Scheidsrechter: Pierluigi Collina (ITA) |

|                             |                            |                    |              |                                                                              |
| 29 maart 2003 18:30 (UTC+2) | Wit-Rusland                | 2 – 1              | Moldavië     | Dinamostadion, Minsk Toeschouwers: 8.000 Scheidsrechter: Johan Verbist (BEL) |
| 29 maart 2003 18:30 (UTC+2) | Koetoezaw 43' Goerenko 58' | verslag[dode link] | Cebotari 14' | Dinamostadion, Minsk Toeschouwers: 8.000 Scheidsrechter: Johan Verbist (BEL) |

|                             |                     |                    |            |                                                                                  |
| 29 maart 2003 20:30 (UTC+1) | Nederland           | 1 – 1              | Tsjechië   | De Kuip, Rotterdam Toeschouwers: 44.000 Scheidsrechter: Kim Milton Nielsen (DEN) |
| 29 maart 2003 20:30 (UTC+1) | Van Nistelrooij 45' | verslag[dode link] | Koller 68' | De Kuip, Rotterdam Toeschouwers: 44.000 Scheidsrechter: Kim Milton Nielsen (DEN) |

|                            |           |         |                                    |                                                                                |
| 2 april 2003 21:00 (UTC+3) | Moldavië  | 1 – 2   | Nederland                          | Sheriffstadion, Tiraspol Toeschouwers: 12.500 Scheidsrechter: Alain Sars (FRA) |
| 2 april 2003 21:00 (UTC+3) | Boret 16' | verslag | Van Nistelrooij 37' Van Bommel 85' | Sheriffstadion, Tiraspol Toeschouwers: 12.500 Scheidsrechter: Alain Sars (FRA) |

|                            |                                                   |                    |            |                                                                                          |
| 2 april 2003 20:30 (UTC+2) | Tsjechië                                          | 4 – 0              | Oostenrijk | Toyota Arena, Praag Toeschouwers: 17.150 Scheidsrechter: Antonio Jesús López Nieto (SPA) |
| 2 april 2003 20:30 (UTC+2) | Nedvěd 18' Koller 32', 62' Jankulovski 56' (pen.) | verslag[dode link] |            | Toyota Arena, Praag Toeschouwers: 17.150 Scheidsrechter: Antonio Jesús López Nieto (SPA) |

|                           |            |                    |            |                                                                                                  |
| 7 juni 2003 19:00 (UTC+3) | Moldavië   | 1 – 0              | Oostenrijk | Sheriffstadion, Tiraspol Toeschouwers: 7.500 Scheidsrechter: Joaquim Paulo Paraty da Silva (POR) |
| 7 juni 2003 19:00 (UTC+3) | Frunză 60' | verslag[dode link] |            | Sheriffstadion, Tiraspol Toeschouwers: 7.500 Scheidsrechter: Joaquim Paulo Paraty da Silva (POR) |

|                           |             |                    |                           |                                                                                    |
| 7 juni 2003 21:00 (UTC+3) | Wit-Rusland | 0 – 2              | Nederland                 | Dinamostadion, Minsk Toeschouwers: 25.000 Scheidsrechter: Tom Henning Øvrebø (NOR) |
| 7 juni 2003 21:00 (UTC+3) |             | verslag[dode link] | Overmars 61' Kluivert 68' | Dinamostadion, Minsk Toeschouwers: 25.000 Scheidsrechter: Tom Henning Øvrebø (NOR) |

|                            |                                                           |                    |          |                                                                                       |
| 11 juni 2003 20:15 (UTC+2) | Tsjechië                                                  | 5 – 0              | Moldavië | Andrův stadion, Olomouc Toeschouwers: 12.097 Scheidsrechter: Kristinn Jakobsson (IJS) |
| 11 juni 2003 20:15 (UTC+2) | Šmicer 41' Koller 73' (pen.) Štajner 82' Lokvenc 88', 90' | verslag[dode link] |          | Andrův stadion, Olomouc Toeschouwers: 12.097 Scheidsrechter: Kristinn Jakobsson (IJS) |

|                            |                                                           |                    |             |                                                                                  |
| 11 juni 2003 20:30 (UTC+2) | Oostenrijk                                                | 5 – 0              | Wit-Rusland | Tivoli Neu, Innsbruck Toeschouwers: 8.100 Scheidsrechter: Peter Fröjdfeldt (ZWE) |
| 11 juni 2003 20:30 (UTC+2) | Aufhauser 33' Haas 47' Kirchler 53' Wallner 62' Cerny 70' | verslag[dode link] |             | Tivoli Neu, Innsbruck Toeschouwers: 8.100 Scheidsrechter: Peter Fröjdfeldt (ZWE) |

|                                |             |                    |                                 |                                                                             |
| 6 september 2003 18:30 (UTC+3) | Wit-Rusland | 1 – 3              | Tsjechië                        | Dinamostadion, Minsk Toeschouwers: 8.000 Scheidsrechter: Mike McCurry (SCO) |
| 6 september 2003 18:30 (UTC+3) | Bulyha 14'  | verslag[dode link] | Nedvěd 37' Baroš 54' Šmicer 85' | Dinamostadion, Minsk Toeschouwers: 8.000 Scheidsrechter: Mike McCurry (SCO) |

|                                |                                         |                    |              |                                                                           |
| 6 september 2003 20:30 (UTC+2) | Nederland                               | 3 – 1              | Oostenrijk   | De Kuip, Rotterdam Toeschouwers: 48.000 Scheidsrechter: Eric Poulat (FRA) |
| 6 september 2003 20:30 (UTC+2) | Van der Vaart 29' Kluivert 60' Cocu 62' | verslag[dode link] | Pogatetz 32' | De Kuip, Rotterdam Toeschouwers: 48.000 Scheidsrechter: Eric Poulat (FRA) |

|                                 |                        |                    |                     |                                                                                  |
| 10 september 2003 19:00 (UTC+3) | Moldavië               | 2 – 1              | Wit-Rusland         | Sheriffstadion, Tiraspol Toeschouwers: 7.000 Scheidsrechter: Dejan Delević (SCG) |
| 10 september 2003 19:00 (UTC+3) | Dadu 26' Covalciuc 87' | verslag[dode link] | Vasilyuk 90' (pen.) | Sheriffstadion, Tiraspol Toeschouwers: 7.000 Scheidsrechter: Dejan Delević (SCG) |

|                                 |                                          |         |                   |                                                                                |
| 10 september 2003 20:15 (UTC+2) | Tsjechië                                 | 3 – 1   | Nederland         | Toyota Arena, Praag Toeschouwers: 18.356 Scheidsrechter: Lucílio Batista (POR) |
| 10 september 2003 20:15 (UTC+2) | Koller 14' (pen.) Poborský 37' Baroš 90' | verslag | Van der Vaart 60' | Toyota Arena, Praag Toeschouwers: 18.356 Scheidsrechter: Lucílio Batista (POR) |

|                               |                         |                    |                                          |                                                                                            |
| 11 oktober 2003 17:00 (UTC+2) | Oostenrijk              | 2 – 3              | Tsjechië                                 | Ernst-Happel-Stadion, Wenen Toeschouwers: 32.350 Scheidsrechter: Georgios Kasnaferis (GRI) |
| 11 oktober 2003 17:00 (UTC+2) | Haas 49' Ivanschitz 77' | verslag[dode link] | Jankulovski 26' Vachoušek 78' Koller 90' | Ernst-Happel-Stadion, Wenen Toeschouwers: 32.350 Scheidsrechter: Georgios Kasnaferis (GRI) |

|                               |                                                                                 |                    |          |                                                                                    |
| 11 oktober 2003 20:30 (UTC+2) | Nederland                                                                       | 5 – 0              | Moldavië | Philips Stadion, Eindhoven Toeschouwers: 30.995 Scheidsrechter: Zeljko Siric (KRO) |
| 11 oktober 2003 20:30 (UTC+2) | Kluivert 43' Sneijder 50' Van Hooijdonk 73' (pen.) Van der Vaart 79' Robben 88' | verslag[dode link] |          | Philips Stadion, Eindhoven Toeschouwers: 30.995 Scheidsrechter: Zeljko Siric (KRO) |

### Groep 4
De beste start in deze groep was voor laagvlieger Letland dat met tien punten uit vier wedstrijden een goede start had, beste resultaat was een 0-1 zege op Polen, waarna oud-speler Zbigniew Boniek ontslag nam als bondscoach. Na nederlagen tegen Hongarije en Polen nam Zweden de koppositie over en plaatste zich definitief voor het EK na een 0-2 zege op Polen, Letland herstelde zich door met 3-1 van Hongarije te winnen en had met nog één wedstrijd te spelen twee punten voorsprong op Hongarije. Uiteindelijk schreef Māris Verpakovskis geschiedenis door het noodzakelijke doelpunt in de uitwedstrijd tegen Zweden te scoren, in de Play-Offs wachtte een nieuwe uitdaging: de halvefinalist van het vorige WK Turkije.
| Pos | Land       | Wed | Win | Gel | Ver | DV | DT | +/− | Pnt |
| --- | ---------- | --- | --- | --- | --- | -- | -- | --- | --- |
| 1   | Zweden     | 8   | 5   | 2   | 1   | 19 | 3  | +16 | 17  |
| 2   | Letland    | 8   | 5   | 1   | 2   | 10 | 6  | +4  | 16  |
| 3   | Polen      | 8   | 4   | 1   | 3   | 11 | 7  | +4  | 13  |
| 4   | Hongarije  | 8   | 3   | 2   | 3   | 15 | 9  | +6  | 11  |
| 5   | San Marino | 8   | 0   | 0   | 8   | 0  | 30 | –30 | 0   |

|                                |         |       |        |                                                                                  |
| 7 september 2002 20:00 (UTC+3) | Letland | 0 – 0 | Zweden | Skontostadion, Riga Toeschouwers: 8.500 Scheidsrechter: Frank de Bleeckere (BEL) |
| 7 september 2002 20:00 (UTC+3) |         |       |        | Skontostadion, Riga Toeschouwers: 8.500 Scheidsrechter: Frank de Bleeckere (BEL) |

|                                |            |                              |       |                                                                                   |
| 7 september 2002 20:00 (UTC+2) | San Marino | 0 – 2                        | Polen | Stadio Olimpico, Serravalle Toeschouwers: 2.000 Scheidsrechter: Paul McKeon (IER) |
| 7 september 2002 20:00 (UTC+2) |            | Kaczorowski 75' Kukiełka 88' |       | Stadio Olimpico, Serravalle Toeschouwers: 2.000 Scheidsrechter: Paul McKeon (IER) |

|                               |                 |       |            |                                                                                 |
| 12 oktober 2002 16:00 (UTC+2) | Zweden          | 1 – 1 | Hongarije  | Råsundastadion, Solna Toeschouwers: 35.084 Scheidsrechter: Wolfgang Stark (DUI) |
| 12 oktober 2002 16:00 (UTC+2) | Ibrahimović 76' |       | Kenesei 5' | Råsundastadion, Solna Toeschouwers: 35.084 Scheidsrechter: Wolfgang Stark (DUI) |

|                               |       |             |         |                                                                                              |
| 12 oktober 2002 19:00 (UTC+2) | Polen | 0 – 1       | Letland | Wojska Polskiegostadion, Warschau Toeschouwers: 12.000 Scheidsrechter: Massimo Busacca (SUI) |
| 12 oktober 2002 19:00 (UTC+2) |       | Laizāns 30' |         | Wojska Polskiegostadion, Warschau Toeschouwers: 12.000 Scheidsrechter: Massimo Busacca (SUI) |

|                               |                    |       |            |                                                                                             |
| 16 oktober 2002 20:30 (UTC+2) | Hongarije          | 3 – 0 | San Marino | Szusza Ferencstadion, Boedapest Toeschouwers: 6.500 Scheidsrechter: Gylfi Þor Orrason (IJS) |
| 16 oktober 2002 20:30 (UTC+2) | Gera 49', 60', 85' |       |            | Szusza Ferencstadion, Boedapest Toeschouwers: 6.500 Scheidsrechter: Gylfi Þor Orrason (IJS) |

|                                |            |                      |         |                                                                                  |
| 20 november 2002 20:00 (UTC+1) | San Marino | 0 – 1                | Letland | Stadio Olimpico, Serravalle Toeschouwers: 600 Scheidsrechter: Asim Khudiev (AZE) |
| 20 november 2002 20:00 (UTC+1) |            | Valentini 89' (e.d.) |         | Stadio Olimpico, Serravalle Toeschouwers: 600 Scheidsrechter: Asim Khudiev (AZE) |

|                             |       |       |           |                                                                                     |
| 29 maart 2003 20:00 (UTC+1) | Polen | 0 – 0 | Hongarije | Śląskistadion, Chorzów Toeschouwers: 48.000 Scheidsrechter: Massimo de Santis (ITA) |
| 29 maart 2003 20:00 (UTC+1) |       |       |           | Śląskistadion, Chorzów Toeschouwers: 48.000 Scheidsrechter: Massimo de Santis (ITA) |

|                            |                                                      |       |            | |
| 2 april 2003 20:00 (UTC+2) | Polen                                                | 5 – 0 | San Marino | Miejski Stadion Sportowy "KSZO" w Ostrowcu Sw. Ostrowiec Świętokrzyski Toeschouwers: 8.500 Scheidsrechter: Loizos Loizou (CYP) |
| 2 april 2003 20:00 (UTC+2) | Szymkowiak 5' Kosowski 26' Kuźba 54', 90' Karwan 81' |       |            | Miejski Stadion Sportowy "KSZO" w Ostrowcu Sw. Ostrowiec Świętokrzyski Toeschouwers: 8.500 Scheidsrechter: Loizos Loizou (CYP) |

|                            |             |       |                  |                                                                                            |
| 2 april 2003 20:15 (UTC+2) | Hongarije   | 1 – 2 | Zweden           | Szusza Ferencstadion, Boedapest Toeschouwers: 28.000 Scheidsrechter: Lucilio Batista (POR) |
| 2 april 2003 20:15 (UTC+2) | Lisztes 64' |       | Allbäck 33', 66' | Szusza Ferencstadion, Boedapest Toeschouwers: 28.000 Scheidsrechter: Lucilio Batista (POR) |

|                             |                                     |       |            |                                                                            |
| 30 april 2003 19:00 (UTC+3) | Letland                             | 3 – 0 | San Marino | Skontostadion, Riga Toeschouwers: 7.500 Scheidsrechter: Hubert Byrne (IER) |
| 30 april 2003 19:00 (UTC+3) | Prohorenkovs 10' Bleidelis 21', 74' |       |            | Skontostadion, Riga Toeschouwers: 7.500 Scheidsrechter: Hubert Byrne (IER) |

|                           |                           |       |                  |                                                                                       |
| 7 juni 2003 20:15 (UTC+2) | Hongarije                 | 3 – 1 | Letland          | Szusza Ferencstadion, Boedapest Toeschouwers: 4.000 Scheidsrechter: Markus Merk (DUI) |
| 7 juni 2003 20:15 (UTC+2) | Szabics 51', 58' Gera 87' |       | Verpakovskis 38' | Szusza Ferencstadion, Boedapest Toeschouwers: 4.000 Scheidsrechter: Markus Merk (DUI) |

|                           |            |                                                     |        |                                                                                     |
| 7 juni 2003 20:30 (UTC+2) | San Marino | 0 – 6                                               | Zweden | Stadio Olimpico, Serravalle Toeschouwers: 2.184 Scheidsrechter: Dejan Delević (SCG) |
| 7 juni 2003 20:30 (UTC+2) |            | Jonson 16', 60', 70' Allbäck 49', 85' Ljungberg 49' |        | Stadio Olimpico, Serravalle Toeschouwers: 2.184 Scheidsrechter: Dejan Delević (SCG) |

|                            |                               |       |       |                                                                                   |
| 11 juni 2003 20:00 (UTC+2) | Zweden                        | 3 – 0 | Polen | Råsundastadion, Solna Toeschouwers: 35.220 Scheidsrechter: Gilles Veissiere (FRA) |
| 11 juni 2003 20:00 (UTC+2) | Svensson 16', 72' Allbäck 43' |       |       | Råsundastadion, Solna Toeschouwers: 35.220 Scheidsrechter: Gilles Veissiere (FRA) |

|                            |            |                                                  |           |                                                                                   |
| 11 juni 2003 20:00 (UTC+2) | San Marino | 0 – 5                                            | Hongarije | Stadio Olimpico, Serravalle Toeschouwers: 1.410 Scheidsrechter: Kenny Clark (SCO) |
| 11 juni 2003 20:00 (UTC+2) |            | Böőr 4' Lisztes 20', 81' Kenesei 60' Szabics 76' |           | Stadio Olimpico, Serravalle Toeschouwers: 1.410 Scheidsrechter: Kenny Clark (SCO) |

|                                |                                                                           |       |            |                                                                             |
| 6 september 2003 16:00 (UTC+2) | Zweden                                                                    | 5 – 0 | San Marino | Ullevi, Gotenburg Toeschouwers: 31.098 Scheidsrechter: Stefan Messner (OOS) |
| 6 september 2003 16:00 (UTC+2) | Jonson 32' Jakobsson 48' Ibrahimović 53', 81' (pen.) Källström 66' (pen.) |       |            | Ullevi, Gotenburg Toeschouwers: 31.098 Scheidsrechter: Stefan Messner (OOS) |

|                                |         |                         |       |                                                                              |
| 6 september 2003 20:30 (UTC+3) | Letland | 0 – 2                   | Polen | Skontostadion, Riga Toeschouwers: 7.500 Scheidsrechter: Kyros Vassaras (GRI) |
| 6 september 2003 20:30 (UTC+3) |         | Szymkowiak 36' Kłos 39' |       | Skontostadion, Riga Toeschouwers: 7.500 Scheidsrechter: Kyros Vassaras (GRI) |

|                                 |                                     |       |             |                                                                               |
| 10 september 2003 21:00 (UTC+3) | Letland                             | 3 – 1 | Hongarije   | Skontostadion, Riga Toeschouwers: 4.500 Scheidsrechter: Claus Bo Larsen (DEN) |
| 10 september 2003 21:00 (UTC+3) | Verpakovskis 38', 51' Bleidelis 43' |       | Lisztes 53' | Skontostadion, Riga Toeschouwers: 4.500 Scheidsrechter: Claus Bo Larsen (DEN) |

|                                 |       |                         |        |                                                                              |
| 10 september 2003 20:15 (UTC+2) | Polen | 0 – 2                   | Zweden | Śląskistadion, Chorzów Toeschouwers: 20.000 Scheidsrechter: Mike Riley (ENG) |
| 10 september 2003 20:15 (UTC+2) |       | Nilsson 3' Mellberg 38' |        | Śląskistadion, Chorzów Toeschouwers: 20.000 Scheidsrechter: Mike Riley (ENG) |

|                               |        |                  |         |                                                                                    |
| 11 oktober 2003 17:00 (UTC+2) | Zweden | 0 – 1            | Letland | Råsundastadion, Solna Toeschouwers: 32.095 Scheidsrechter: Massimo de Santis (ITA) |
| 11 oktober 2003 17:00 (UTC+2) |        | Verpakovskis 22' |         | Råsundastadion, Solna Toeschouwers: 32.095 Scheidsrechter: Massimo de Santis (ITA) |

|                               |             |       |                     |                                                                                                   |
| 11 oktober 2003 17:00 (UTC+2) | Hongarije   | 1 – 2 | Polen               | Szusza Ferencstadion, Boedapest Toeschouwers: 22.000 Scheidsrechter: Manuel Mejuto González (SPA) |
| 11 oktober 2003 17:00 (UTC+2) | Szabics 48' |       | Niedzielan 10', 63' | Szusza Ferencstadion, Boedapest Toeschouwers: 22.000 Scheidsrechter: Manuel Mejuto González (SPA) |

### Groep 5
Duitsland plaatste zich zoals verwacht voor het EK in een poule zonder grote voetballanden. Overtuigend was de kwalificatie niet, er waren gelijke spelen tegen Litouwen, Schotland en IJsland. Wanneer er kritiek was na de laatste wedstrijd, kreeg Rudi Völler een woede-uitbarsting. Uiteindelijk haalde de vice-wereldkampioen het EK door met 3-0 van IJsland te winnen. Schotland won op de laatste speeldag met 1-0 van Litouwen en eindigde op de tweede plaats met één punt voorsprong op IJsland, in de Play-Offs zou Nederland de tegenstander worden.
| Pos | Land      | Wed | Win | Gel | Ver | DV | DT | +/− | Pnt |
| --- | --------- | --- | --- | --- | --- | -- | -- | --- | --- |
| 1   | Duitsland | 8   | 5   | 3   | 0   | 13 | 4  | +9  | 18  |
| 2   | Schotland | 8   | 4   | 2   | 2   | 12 | 8  | +4  | 14  |
| 3   | IJsland   | 8   | 4   | 1   | 3   | 11 | 9  | +2  | 13  |
| 4   | Litouwen  | 8   | 3   | 1   | 4   | 7  | 11 | –4  | 10  |
| 5   | Faeröer   | 8   | 0   | 1   | 7   | 7  | 18 | –11 | 1   |

|                                |                  |       |                          |                                                                            |
| 7 september 2002 15:00 (UTC+1) | Faeröer          | 2 – 2 | Schotland                | Svangaskarð, Toftir Toeschouwers: 4.000 Scheidsrechter: Jacek Granat (POL) |
| 7 september 2002 15:00 (UTC+1) | Petersen 7', 13' |       | Lambert 62' Ferguson 83' | Svangaskarð, Toftir Toeschouwers: 4.000 Scheidsrechter: Jacek Granat (POL) |

|                                |          |                                     |           |                                                                                                |
| 7 september 2002 18:30 (UTC+2) | Litouwen | 0 – 2                               | Duitsland | S. Darius and S. Girėnas Stadium, Kaunas Toeschouwers: 8.500 Scheidsrechter: Graham Poll (ENG) |
| 7 september 2002 18:30 (UTC+2) |          | Ballack 27' Stankevičius 59' (e.d.) |           | S. Darius and S. Girėnas Stadium, Kaunas Toeschouwers: 8.500 Scheidsrechter: Graham Poll (ENG) |

|                             |         |                        |           |                                                                                  |
| 12 oktober 2002 14:00 (UTC) | IJsland | 0 – 2                  | Schotland | Laugardalsvöllur, Reykjavík Toeschouwers: 7.056 Scheidsrechter: Alain Sars (FRA) |
| 12 oktober 2002 14:00 (UTC) |         | Dailly 6' Naysmith 63' |           | Laugardalsvöllur, Reykjavík Toeschouwers: 7.056 Scheidsrechter: Alain Sars (FRA) |

|                               |                                   |       |         |                                                                                                  |
| 12 oktober 2002 17:00 (UTC+2) | Litouwen                          | 2 – 0 | Faeröer | S. Darius and S. Girėnas Stadium, Kaunas Toeschouwers: 1.500 Scheidsrechter: Dejan Delević (SCG) |
| 12 oktober 2002 17:00 (UTC+2) | Ražanauskas 23' (pen.) Poškus 37' |       |         | S. Darius and S. Girėnas Stadium, Kaunas Toeschouwers: 1.500 Scheidsrechter: Dejan Delević (SCG) |

|                             |                                  |       |          |                                                                                         |
| 16 oktober 2002 18:10 (UTC) | IJsland                          | 3 – 0 | Litouwen | Laugardalsvöllur, Reykjavík Toeschouwers: 3.513 Scheidsrechter: Grzegorz Gilewski (POL) |
| 16 oktober 2002 18:10 (UTC) | Helguson 50' Guðjohnsen 61', 74' |       |          | Laugardalsvöllur, Reykjavík Toeschouwers: 3.513 Scheidsrechter: Grzegorz Gilewski (POL) |

|                               |                             |       |                      |                                                                          |
| 16 oktober 2002 20:30 (UTC+2) | Duitsland                   | 2 – 1 | Faeröer              | AWD-Arena, Hanover Toeschouwers: 36.628 Scheidsrechter: Dani Koren (ISR) |
| 16 oktober 2002 20:30 (UTC+2) | Ballack 2' (pen.) Klose 59' |       | Friedrich 45' (e.d.) | AWD-Arena, Hanover Toeschouwers: 36.628 Scheidsrechter: Dani Koren (ISR) |

|                           |                       |       |                |                                                                               |
| 29 maart 2003 15:00 (UTC) | Schotland             | 2 – 1 | IJsland        | Hampden Park, Glasgow Toeschouwers: 37.938 Scheidsrechter: René Temmink (NED) |
| 29 maart 2003 15:00 (UTC) | Miller 12' Wilkie 71' |       | Guðjohnsen 49' | Hampden Park, Glasgow Toeschouwers: 37.938 Scheidsrechter: René Temmink (NED) |

|                             |            |       |                 |                                                                                                  |
| 29 maart 2003 19:00 (UTC+1) | Duitsland  | 1 – 1 | Litouwen        | Frankenstadion, Nuremberg Toeschouwers: 40.754 Scheidsrechter: Victor José Esquinas Torres (SPA) |
| 29 maart 2003 19:00 (UTC+1) | Ramelow 7' |       | Ražanauskas 72' | Frankenstadion, Nuremberg Toeschouwers: 40.754 Scheidsrechter: Victor José Esquinas Torres (SPA) |

|                            |                        |       |           |                                                                                                   |
| 2 april 2003 21:00 (UTC+3) | Litouwen               | 1 – 0 | Schotland | S. Darius and S. Girėnas Stadium, Kaunas Toeschouwers: 8.500 Scheidsrechter: Fritz Stuchlik (OOS) |
| 2 april 2003 21:00 (UTC+3) | Ražanauskas 74' (pen.) |       |           | S. Darius and S. Girėnas Stadium, Kaunas Toeschouwers: 8.500 Scheidsrechter: Fritz Stuchlik (OOS) |

|                           |            |       |           |                                                                                   |
| 7 juni 2003 15:00 (UTC+1) | Schotland  | 1 – 1 | Duitsland | Hampden Park, Glasgow Toeschouwers: 48.047 Scheidsrechter: Domenico Messina (ITA) |
| 7 juni 2003 15:00 (UTC+1) | Miller 69' |       | Bobic 22' | Hampden Park, Glasgow Toeschouwers: 48.047 Scheidsrechter: Domenico Messina (ITA) |

|                         |                                |       |              |                                                                                     |
| 7 juni 2003 16:00 (UTC) | IJsland                        | 2 – 1 | Faeröer      | Laugardalsvöllur, Reykjavík Toeschouwers: 6.038 Scheidsrechter: Miroslav Liba (CZE) |
| 7 juni 2003 16:00 (UTC) | Sigurðsson 51' Guðmundsson 90' |       | Jacobsen 63' | Laugardalsvöllur, Reykjavík Toeschouwers: 6.038 Scheidsrechter: Miroslav Liba (CZE) |

|                            |          |                                               |         | |
| 11 juni 2003 20:00 (UTC+3) | Litouwen | 0 – 3                                         | IJsland | S. Darius and S. Girėnas Stadium, Kaunas Toeschouwers: 8.000 Scheidsrechter: Sorin Corpodean (ROE) |
| 11 juni 2003 20:00 (UTC+3) |          | Guðjónsson 60' Guðjohnsen 71' Hreiðarsson 90' |         | S. Darius and S. Girėnas Stadium, Kaunas Toeschouwers: 8.000 Scheidsrechter: Sorin Corpodean (ROE) |

|                            |         |                     |           |                                                                             |
| 11 juni 2003 19:45 (UTC+1) | Faeröer | 0 – 2               | Duitsland | Tórsvøllur, Tórshavn Toeschouwers: 6.500 Scheidsrechter: Jan Wegereef (NED) |
| 11 juni 2003 19:45 (UTC+1) |         | Klose 89' Bobic 90' |           | Tórsvøllur, Tórshavn Toeschouwers: 6.500 Scheidsrechter: Jan Wegereef (NED) |

|                                |              |       |                               |                                                                                           |
| 20 augustus 2003 19:10 (UTC+1) | Faeröer      | 1 – 2 | IJsland                       | Tórsvøllur, Tórshavn Toeschouwers: 5.000 Scheidsrechter: Eduardo Iturralde González (SPA) |
| 20 augustus 2003 19:10 (UTC+1) | Jacobsen 65' |       | Guðjohnsen 6' Marteinsson 70' | Tórsvøllur, Tórshavn Toeschouwers: 5.000 Scheidsrechter: Eduardo Iturralde González (SPA) |

|                                |                                   |       |              |                                                                                |
| 6 september 2003 15:00 (UTC+1) | Schotland                         | 3 – 1 | Faeröer      | Hampden Park, Glasgow Toeschouwers: 40.901 Scheidsrechter: Darko Ceferin (SVN) |
| 6 september 2003 15:00 (UTC+1) | McCann 8' Dickov 45' McFadden 73' |       | Johnsson 35' | Hampden Park, Glasgow Toeschouwers: 40.901 Scheidsrechter: Darko Ceferin (SVN) |

|                              |         |       |           |                                                                                     |
| 6 september 2003 17:30 (UTC) | IJsland | 0 – 0 | Duitsland | Laugardalsvöllur, Reykjavík Toeschouwers: 7.000 Scheidsrechter: Graham Barber (ENG) |
| 6 september 2003 17:30 (UTC) |         |       |           | Laugardalsvöllur, Reykjavík Toeschouwers: 7.000 Scheidsrechter: Graham Barber (ENG) |

|                                 |           |       |                                  |                                                                             |
| 10 september 2003 18:30 (UTC+1) | Faeröer   | 1 – 3 | Litouwen                         | Svangaskarð, Toftir Toeschouwers: 2.175 Scheidsrechter: Edo Trivkovic (KRO) |
| 10 september 2003 18:30 (UTC+1) | Olsen 42' |       | Morinas 22', 57' Vencevicius 88' | Svangaskarð, Toftir Toeschouwers: 2.175 Scheidsrechter: Edo Trivkovic (KRO) |

|                                 |                              |       |            |                                                                                    |
| 10 september 2003 20:45 (UTC+2) | Duitsland                    | 2 – 1 | Schotland  | Westfalenstadion, Dortmund Toeschouwers: 67.000 Scheidsrechter: Anders Frisk (ZWE) |
| 10 september 2003 20:45 (UTC+2) | Bobic 26' Ballack 50' (pen.) |       | McCann 60' | Westfalenstadion, Dortmund Toeschouwers: 67.000 Scheidsrechter: Anders Frisk (ZWE) |

|                               |              |       |          |                                                                                 |
| 11 oktober 2003 16:00 (UTC+1) | Schotland    | 1 – 0 | Litouwen | Hampden Park, Glasgow Toeschouwers: 50.343 Scheidsrechter: Claude Colombo (FRA) |
| 11 oktober 2003 16:00 (UTC+1) | Fletcher 70' |       |          | Hampden Park, Glasgow Toeschouwers: 50.343 Scheidsrechter: Claude Colombo (FRA) |

|                               |                                  |       |         |                                                                               |
| 11 oktober 2003 17:00 (UTC+2) | Duitsland                        | 3 – 0 | IJsland | AOL Arena, Hamburg Toeschouwers: 50.780 Scheidsrechter: Valentin Ivanov (RUS) |
| 11 oktober 2003 17:00 (UTC+2) | Ballack 9' Bobic 59' Kurányi 79' |       |         | AOL Arena, Hamburg Toeschouwers: 50.780 Scheidsrechter: Valentin Ivanov (RUS) |

### Groep 6
Griekenland had zich voor de laatste keer in 1980 geplaatst voor de eindronde en na twee kansloze nederlagen tegen Spanje en Oekraïne waren de vooruitzichten op het halen van het EK ongunstig. In de vijfde wedstrijd zorgde Griekenland voor een daverende verrassing door buitenshuis met 0-1 van Spanje te winnen, middenvelder Stelios Giannakopoulos zorgde voor het winnende doelpunt. 
Vier dagen later won Griekenland van de andere concurrent Oekraïne door een doelpunt vlak voor tijd van Angelos Charisteas en omdat Spanje niet verder kwam dan een doelpuntloos gelijkspel tegen Noord-Ierland had de ploeg één punt voorsprong op Spanje met nog twee wedstrijden te spelen. Op de laatste speeldag was een strafschop van Vassilios Tsiartas nodig om van Noord-Ierland te winnen. Typerend voor het defensieve spel van de Grieken was dat er acht keer werd gescoord in acht wedstrijden, alleen in de eerste twee wedstrijden incasseerde het tegendoelpunten. Architect van het Griekse succes was de Duitse coach Otto Rehhagel die zijn contract verlengde. Spanje moest nu in de Play-Offs aantreden tegen Noorwegen, Oekraïne eindigde op ruime achterstand ondanks de aanwezigheid van topspits Andrij Sjevtsjenko, die in hetzelfde jaar met AC Milan de Champions League won.
| Pos | Land          | Wed | Win | Gel | Ver | DV | DT | +/− | Pnt |
| --- | ------------- | --- | --- | --- | --- | -- | -- | --- | --- |
| 1   | Griekenland   | 8   | 6   | 0   | 2   | 8  | 4  | +4  | 18  |
| 2   | Spanje        | 8   | 5   | 2   | 1   | 16 | 4  | +12 | 17  |
| 3   | Oekraïne      | 8   | 2   | 4   | 2   | 11 | 10 | +1  | 10  |
| 4   | Armenië       | 8   | 2   | 1   | 5   | 7  | 16 | –9  | 7   |
| 5   | Noord-Ierland | 8   | 0   | 3   | 5   | 0  | 8  | –8  | 3   |

|                                |                                    |       |                            | |
| 7 september 2002 19:00 (UTC+5) | Armenië                            | 2 – 2 | Oekraïne                   | Vazgen Sargsyan Republicanstadion, Yerevan Toeschouwers: 9.000 Scheidsrechter: Mikko Vuorela (FIN) |
| 7 september 2002 19:00 (UTC+5) | Petrosyan 73' Sarkisyan 90' (pen.) |       | Serebrennikov 2' Zubov 33' | Vazgen Sargsyan Republicanstadion, Yerevan Toeschouwers: 9.000 Scheidsrechter: Mikko Vuorela (FIN) |

|                                |             |                     |        |                                                                                            |
| 7 september 2002 21:45 (UTC+3) | Griekenland | 0 – 2               | Spanje | Apostolos Nikolaidisstadion, Athene Toeschouwers: 17.000 Scheidsrechter: Markus Merk (DUI) |
| 7 september 2002 21:45 (UTC+3) |             | Raúl 8' Valerón 77' |        | Apostolos Nikolaidisstadion, Athene Toeschouwers: 17.000 Scheidsrechter: Markus Merk (DUI) |

|                               |                         |       |             |                                                                               |
| 12 oktober 2002 19:00 (UTC+3) | Oekraïne                | 2 – 0 | Griekenland | NSK Olimpiejsky, Kiev Toeschouwers: 50.000 Scheidsrechter: René Temmink (NED) |
| 12 oktober 2002 19:00 (UTC+3) | Vorobey 51' Voronin 90' |       |             | NSK Olimpiejsky, Kiev Toeschouwers: 50.000 Scheidsrechter: René Temmink (NED) |

|                               |                          |       |               |                                                                                           |
| 12 oktober 2002 21:45 (UTC+2) | Spanje                   | 3 – 0 | Noord-Ierland | Estadio Carlos Belmonte, Albacete Toeschouwers: 16.000 Scheidsrechter: Lubos Michel (SVK) |
| 12 oktober 2002 21:45 (UTC+2) | Baraja 19', 89' Guti 59' |       |               | Estadio Carlos Belmonte, Albacete Toeschouwers: 16.000 Scheidsrechter: Lubos Michel (SVK) |

|                               |                    |       |         |                                                                                             |
| 16 oktober 2002 20:00 (UTC+3) | Griekenland        | 2 – 0 | Armenië | Apostolos Nikolaidisstadion, Athene Toeschouwers: 6.000 Scheidsrechter: Darko Čeferin (SVN) |
| 16 oktober 2002 20:00 (UTC+3) | Nikolaidis 2', 59' |       |         | Apostolos Nikolaidisstadion, Athene Toeschouwers: 6.000 Scheidsrechter: Darko Čeferin (SVN) |

|                               |               |       |          |                                                                                  |
| 16 oktober 2002 20:00 (UTC+1) | Noord-Ierland | 0 – 0 | Oekraïne | Windsor Park, Belfast Toeschouwers: 9.288 Scheidsrechter: Cosimo Bolognino (ITA) |
| 16 oktober 2002 20:00 (UTC+1) |               |       |          | Windsor Park, Belfast Toeschouwers: 9.288 Scheidsrechter: Cosimo Bolognino (ITA) |

|                             |               |       |               |                                                                                                   |
| 29 maart 2003 18:00 (UTC+4) | Armenië       | 1 – 0 | Noord-Ierland | Vazgen Sargsyan Republicanstadion, Yerevan Toeschouwers: 10.321 Scheidsrechter: Roland Beck (LIE) |
| 29 maart 2003 18:00 (UTC+4) | Petrosyan 86' |       |               | Vazgen Sargsyan Republicanstadion, Yerevan Toeschouwers: 10.321 Scheidsrechter: Roland Beck (LIE) |

|                             |                          |       |                         |                                                                             |
| 29 maart 2003 20:00 (UTC+2) | Oekraïne                 | 2 – 2 | Spanje                  | NSK Olimpiejsky, Kiev Toeschouwers: 82.000 Scheidsrechter: Mike Riley (ENG) |
| 29 maart 2003 20:00 (UTC+2) | Voronin 11' Gorsjkov 90' |       | Raúl 83' Etxeberria 87' | NSK Olimpiejsky, Kiev Toeschouwers: 82.000 Scheidsrechter: Mike Riley (ENG) |

|                            |               |                    |             |                                                                                   |
| 2 april 2003 20:00 (UTC+1) | Noord-Ierland | 0 – 2              | Griekenland | Windsor Park, Belfast Toeschouwers: 7.187 Scheidsrechter: Grzegorz Gilewski (POL) |
| 2 april 2003 20:00 (UTC+1) |               | Charisteas 4', 55' |             | Windsor Park, Belfast Toeschouwers: 7.187 Scheidsrechter: Grzegorz Gilewski (POL) |

|                            |                                      |       |         |                                                                                      |
| 2 april 2003 21:45 (UTC+2) | Spanje                               | 3 – 0 | Armenië | Estadio Antonio Amilivia, León Toeschouwers: 13.500 Scheidsrechter: Alon Yefet (ISR) |
| 2 april 2003 21:45 (UTC+2) | Tristán 60' Helguera 69' Joaquín 90' |       |         | Estadio Antonio Amilivia, León Toeschouwers: 13.500 Scheidsrechter: Alon Yefet (ISR) |

|                           |                                                      |       |                                         |                                                                                   |
| 7 juni 2003 19:00 (UTC+3) | Oekraïne                                             | 4 – 3 | Armenië                                 | Ukraina Stadium, Lviv Toeschouwers: 28.000 Scheidsrechter: Hermann Albrecht (DUI) |
| 7 juni 2003 19:00 (UTC+3) | Gorsjkov 28' Sjevtsjenko 65' (pen.), 73' Fedorov 90' |       | Sarkisyan 15' (pen.), 52' Petrosyan 74' | Ukraina Stadium, Lviv Toeschouwers: 28.000 Scheidsrechter: Hermann Albrecht (DUI) |

|                           |        |         |                    |                                                                             |
| 7 juni 2003 21:45 (UTC+2) | Spanje | 0 – 1   | Griekenland        | La Romareda, Zaragoza Toeschouwers: 32.000 Scheidsrechter: Alain Sars (FRA) |
| 7 juni 2003 21:45 (UTC+2) |        | verslag | Giannakopoulos 42' | La Romareda, Zaragoza Toeschouwers: 32.000 Scheidsrechter: Alain Sars (FRA) |

|                            |                |       |          |                                                                                                   |
| 11 juni 2003 21:00 (UTC+3) | Griekenland    | 1 – 0 | Oekraïne | Apostolos Nikolaidisstadion, Athene Toeschouwers: 15.200 Scheidsrechter: Frank De Bleeckere (BEL) |
| 11 juni 2003 21:00 (UTC+3) | Charisteas 86' |       |          | Apostolos Nikolaidisstadion, Athene Toeschouwers: 15.200 Scheidsrechter: Frank De Bleeckere (BEL) |

|                            |               |       |        |                                                                                  |
| 11 juni 2003 20:00 (UTC+1) | Noord-Ierland | 0 – 0 | Spanje | Windsor Park, Belfast Toeschouwers: 11.365 Scheidsrechter: Claus Bo Larsen (DEN) |
| 11 juni 2003 20:00 (UTC+1) |               |       |        | Windsor Park, Belfast Toeschouwers: 11.365 Scheidsrechter: Claus Bo Larsen (DEN) |

|                                |         |            |             |                                                                                                   |
| 6 september 2003 21:00 (UTC+5) | Armenië | 0 – 1      | Griekenland | Vazgen Sargsyan Republicanstadion, Yerevan Toeschouwers: 6.500 Scheidsrechter: René Temmink (NED) |
| 6 september 2003 21:00 (UTC+5) |         | Vryzas 36' |             | Vazgen Sargsyan Republicanstadion, Yerevan Toeschouwers: 6.500 Scheidsrechter: René Temmink (NED) |

|                                |          |       |               |                                                                                    |
| 6 september 2003 19:15 (UTC+3) | Oekraïne | 0 – 0 | Noord-Ierland | Sjachtarstadion, Donetsk Toeschouwers: 32.000 Scheidsrechter: Wolfgang Stark (DUI) |
| 6 september 2003 19:15 (UTC+3) |          |       |               | Sjachtarstadion, Donetsk Toeschouwers: 32.000 Scheidsrechter: Wolfgang Stark (DUI) |

|                                 |               |              |         |                                                                               |
| 10 september 2003 20:00 (UTC+1) | Noord-Ierland | 0 – 1        | Armenië | Windsor Park, Belfast Toeschouwers: 8.616 Scheidsrechter: Anton Stredak (SVK) |
| 10 september 2003 20:00 (UTC+1) |               | Karamyan 27' |         | Windsor Park, Belfast Toeschouwers: 8.616 Scheidsrechter: Anton Stredak (SVK) |

|                                 |               |       |                 |                                                                                              |
| 10 september 2003 21:45 (UTC+2) | Spanje        | 2 – 1 | Oekraïne        | Estadio Manuel Martínez Valero, Elche Toeschouwers: 39.000 Scheidsrechter: Terje Hauge (NOR) |
| 10 september 2003 21:45 (UTC+2) | Raúl 59', 71' |       | Sjevtsjenko 84' | Estadio Manuel Martínez Valero, Elche Toeschouwers: 39.000 Scheidsrechter: Terje Hauge (NOR) |

|                               |         |                                    |        |                                                                                                 |
| 11 oktober 2003 21:00 (UTC+5) | Armenië | 0 – 4                              | Spanje | Vazgen Sargsyan Republicanstadion, Yerevan Toeschouwers: 16.000 Scheidsrechter: Urs Meier (SUI) |
| 11 oktober 2003 21:00 (UTC+5) |         | Valerón 7' Raúl 76' Reyes 87', 90' |        | Vazgen Sargsyan Republicanstadion, Yerevan Toeschouwers: 16.000 Scheidsrechter: Urs Meier (SUI) |

|                               |                     |       |               |                                                                                                |
| 11 oktober 2003 19:00 (UTC+3) | Griekenland         | 1 – 0 | Noord-Ierland | Apostolos Nikolaidisstadion, Athene Toeschouwers: 15.500 Scheidsrechter: Lucílio Batista (POR) |
| 11 oktober 2003 19:00 (UTC+3) | Tsiartas 69' (pen.) |       |               | Apostolos Nikolaidisstadion, Athene Toeschouwers: 15.500 Scheidsrechter: Lucílio Batista (POR) |

### Groep 7
De strijd om de EK-ticket in deze groep ging tussen twee ploegen die op het afgelopen WK beiden door de latere wereldkampioen Brazilië werden uitgeschakeld: Engeland en Turkije. De Engelse doelman David Seaman, bekritiseerd door het foutief beoordelen van een hoge bal op het WK tegen Brazilië ging opnieuw in de fout bij een hoge bal, nu tegen Macedonië, na het 2-2 gelijkspel was zijn positie onhoudbaar geworden. Engeland was vooral erg degelijk tijdens deze kwalificatie, in alle wedstrijden werd niet meer dan twee keer gescoord, er werden slechts drie doelpunten gescoord in de eerste helft.
Omdat Turkije de wedstrijden tegen de overige landen allemaal won moest de beslissing komen in de directe confrontaties. In Sunderland won Engeland met 2-0, op de laatste speeldag zou Engeland genoeg hebben aan een gelijkspel. Verdediger Rio Ferdinand was geschorst, omdat hij een dopingcontrole had gemist. De Engelse ploeg dreigde met een staking, maar de wedstrijd ging gewoon door. In de eerste helft had David Beckham de strijd konden beslissen, hij schoot een strafschop huizenhoog over. In de tweede helft beef Engeland vrij makkelijk overeind en Turkije moest in de Play-Off wedstrijden tegen Letland spelen.
| Pos | Land          | Wed | Win | Gel | Ver | DV | DT | +/− | Pnt |
| --- | ------------- | --- | --- | --- | --- | -- | -- | --- | --- |
| 1   | Engeland      | 8   | 6   | 2   | 0   | 14 | 5  | +9  | 20  |
| 2   | Turkije       | 8   | 6   | 1   | 1   | 17 | 5  | +12 | 19  |
| 3   | Slowakije     | 8   | 3   | 1   | 4   | 11 | 9  | +2  | 10  |
| 4   | Macedonië     | 8   | 1   | 3   | 4   | 11 | 14 | –3  | 6   |
| 5   | Liechtenstein | 8   | 0   | 1   | 7   | 2  | 22 | –20 | 1   |

|                                |                         |       |           | |
| 7 september 2002 20:30 (UTC+3) | Turkije                 | 3 – 0 | Slowakije | Ali Sami Yenstadion, Istanboel Toeschouwers: 18.000 Scheidsrechter: Antonio Jesús López Nieto (SPA) |
| 7 september 2002 20:30 (UTC+3) | Akın 14' Erdem 44', 65' |       |           | Ali Sami Yenstadion, Istanboel Toeschouwers: 18.000 Scheidsrechter: Antonio Jesús López Nieto (SPA) |

|                                |               |       |            |                                                                                     |
| 8 september 2002 17:00 (UTC+2) | Liechtenstein | 1 – 1 | Macedonië  | Rheinpark Stadion, Vaduz Toeschouwers: 2.300 Scheidsrechter: Vitaliy Godulyan (UKR) |
| 8 september 2002 17:00 (UTC+2) | Stocklasa 90' |       | Hristov 8' | Rheinpark Stadion, Vaduz Toeschouwers: 2.300 Scheidsrechter: Vitaliy Godulyan (UKR) |

|                               |                |       |                    |                                                                                    |
| 12 oktober 2002 19:00 (UTC+2) | Macedonië      | 1 – 2 | Turkije            | Gradskistadion, Skopje Toeschouwers: 12.000 Scheidsrechter: Knud Erik Fisker (DEN) |
| 12 oktober 2002 19:00 (UTC+2) | Grozdanoski 2' |       | Okan 29' Nihat 53' | Gradskistadion, Skopje Toeschouwers: 12.000 Scheidsrechter: Knud Erik Fisker (DEN) |

|                               |            |       |                      |                                                                                      |
| 12 oktober 2002 19:30 (UTC+2) | Slowakije  | 1 – 2 | Engeland             | Tehelné pole, Bratislava Toeschouwers: 27.000 Scheidsrechter: Domenico Messina (ITA) |
| 12 oktober 2002 19:30 (UTC+2) | Németh 23' |       | Beckham 64' Owen 82' | Tehelné pole, Bratislava Toeschouwers: 27.000 Scheidsrechter: Domenico Messina (ITA) |

|                               |                                             |       |               |                                                                                         |
| 16 oktober 2002 20:30 (UTC+3) | Turkije                                     | 5 – 0 | Liechtenstein | Ali Sami Yenstadion, Istanboel Toeschouwers: 19.000 Scheidsrechter: Yuri Baskakov (RUS) |
| 16 oktober 2002 20:30 (UTC+3) | Okan 7' Davala 14' Mansız 23' Akın 81', 90' |       |               | Ali Sami Yenstadion, Istanboel Toeschouwers: 19.000 Scheidsrechter: Yuri Baskakov (RUS) |

|                               |                         |       |                         |                                                                                                 |
| 16 oktober 2002 20:00 (UTC+1) | Engeland                | 2 – 2 | Macedonië               | St. Mary's Stadium, Southampton Toeschouwers: 32.095 Scheidsrechter: Arturo Daudén Ibáñez (SPA) |
| 16 oktober 2002 20:00 (UTC+1) | Beckham 12' Gerrard 35' |       | Šakiri 10' Trajanov 24' | St. Mary's Stadium, Southampton Toeschouwers: 32.095 Scheidsrechter: Arturo Daudén Ibáñez (SPA) |

|                             |               |                      |          |                                                                                        |
| 29 maart 2003 18:30 (UTC+1) | Liechtenstein | 0 – 2                | Engeland | Rheinpark Stadion, Vaduz Toeschouwers: 3.548 Scheidsrechter: Georgios Kasnaferis (GRI) |
| 29 maart 2003 18:30 (UTC+1) |               | Owen 28' Beckham 53' |          | Rheinpark Stadion, Vaduz Toeschouwers: 3.548 Scheidsrechter: Georgios Kasnaferis (GRI) |

|                             |           |                       |           |                                                                                   |
| 29 maart 2003 19:00 (UTC+1) | Macedonië | 0 – 2                 | Slowakije | Gradskistadion, Skopje Toeschouwers: 10.000 Scheidsrechter: Laurent Duhamel (FRA) |
| 29 maart 2003 19:00 (UTC+1) |           | Petráš 28' Reiter 90' |           | Gradskistadion, Skopje Toeschouwers: 10.000 Scheidsrechter: Laurent Duhamel (FRA) |

|                            |                                        |       |               |                                                                                         |
| 2 april 2003 19:00 (UTC+2) | Slowakije                              | 4 – 0 | Liechtenstein | Štadión Antona Malatinského, Trnava Toeschouwers: 0 Scheidsrechter: Darko Ceferin (SVN) |
| 2 april 2003 19:00 (UTC+2) | Reiter 19' Németh 50', 64' Janočko 89' |       |               | Štadión Antona Malatinského, Trnava Toeschouwers: 0 Scheidsrechter: Darko Ceferin (SVN) |

|                            |                                |       |         |                                                                                   |
| 2 april 2003 20:00 (UTC+1) | Engeland                       | 2 – 0 | Turkije | Stadium of Light, Sunderland Toeschouwers: 46.667 Scheidsrechter: Urs Meier (SUI) |
| 2 april 2003 20:00 (UTC+1) | Vassell 75' Beckham 90' (pen.) |       |         | Stadium of Light, Sunderland Toeschouwers: 46.667 Scheidsrechter: Urs Meier (SUI) |

|                           |                                            |       |               |                                                                                |
| 7 juni 2003 20:00 (UTC+2) | Macedonië                                  | 3 – 1 | Liechtenstein | Gradskistadion, Skopje Toeschouwers: 6.000 Scheidsrechter: Jaroslav Jara (CZE) |
| 7 juni 2003 20:00 (UTC+2) | Sedloski 39' (pen.) Krstev 52' Stojkov 82' |       | Beck 20'      | Gradskistadion, Skopje Toeschouwers: 6.000 Scheidsrechter: Jaroslav Jara (CZE) |

|                           |           |           |         |                                                                                 |
| 7 juni 2003 20:15 (UTC+2) | Slowakije | 0 – 1     | Turkije | Tehelné pole, Bratislava Toeschouwers: 15.000 Scheidsrechter: Terje Hauge (NOR) |
| 7 juni 2003 20:15 (UTC+2) |           | Nihat 12' |         | Tehelné pole, Bratislava Toeschouwers: 15.000 Scheidsrechter: Terje Hauge (NOR) |

|                            |                                         |       |                            |                                                                                        |
| 11 juni 2003 21:00 (UTC+3) | Turkije                                 | 3 – 2 | Macedonië                  | BJK Inönüstadion, Istanboel Toeschouwers: 22.000 Scheidsrechter: Roberto Rosetti (ITA) |
| 11 juni 2003 21:00 (UTC+3) | Nihat 25' Karadeniz 47' Hakan Şükür 57' |       | Grozdanoski 23' Šakiri 27' | BJK Inönüstadion, Istanboel Toeschouwers: 22.000 Scheidsrechter: Roberto Rosetti (ITA) |

|                            |                      |       |             |                                                                                            |
| 11 juni 2003 20:00 (UTC+1) | Engeland             | 2 – 1 | Slowakije   | Riverside Stadium, Middlesbrough Toeschouwers: 35.000 Scheidsrechter: Wolfgang Stark (DUI) |
| 11 juni 2003 20:00 (UTC+1) | Owen 61' (pen.), 72' |       | Janočko 31' | Riverside Stadium, Middlesbrough Toeschouwers: 35.000 Scheidsrechter: Wolfgang Stark (DUI) |

|                                |             |       |                               |                                                                                      |
| 6 september 2003 18:30 (UTC+2) | Macedonië   | 1 – 2 | Engeland                      | Gradskistadion, Skopje Toeschouwers: 10.000 Scheidsrechter: Frank de Bleeckere (BEL) |
| 6 september 2003 18:30 (UTC+2) | Hristov 28' |       | Rooney 52' Beckham 63' (pen.) | Gradskistadion, Skopje Toeschouwers: 10.000 Scheidsrechter: Frank de Bleeckere (BEL) |

|                                |               |                                    |         |                                                                                    |
| 6 september 2003 20:00 (UTC+2) | Liechtenstein | 0 – 3                              | Turkije | Rheinpark Stadion, Vaduz Toeschouwers: 3.548 Scheidsrechter: Dick van Egmond (NED) |
| 6 september 2003 20:00 (UTC+2) |               | Metin 14' Okan 41' Hakan Şükür 50' |         | Rheinpark Stadion, Vaduz Toeschouwers: 3.548 Scheidsrechter: Dick van Egmond (NED) |

|                                 |            |       |                 |                                                                                   |
| 10 september 2003 20:15 (UTC+2) | Slowakije  | 1 – 1 | Macedonië       | Štadión pod Dubňom, Žilina Toeschouwers: 2.286 Scheidsrechter: Leif Sundell (ZWE) |
| 10 september 2003 20:15 (UTC+2) | Németh 25' |       | Dimitrovski 62' | Štadión pod Dubňom, Žilina Toeschouwers: 2.286 Scheidsrechter: Leif Sundell (ZWE) |

|                                 |                     |       |               |                                                                                      |
| 10 september 2003 20:00 (UTC+1) | Engeland            | 2 – 0 | Liechtenstein | Old Trafford, Manchester Toeschouwers: 64.931 Scheidsrechter: Knud Erik Fisker (DEN) |
| 10 september 2003 20:00 (UTC+1) | Owen 46' Rooney 52' |       |               | Old Trafford, Manchester Toeschouwers: 64.931 Scheidsrechter: Knud Erik Fisker (DEN) |

|                               |         |       |          |                                                                                                |
| 11 oktober 2003 20:00 (UTC+3) | Turkije | 0 – 0 | Engeland | Şükrü Saracoğlustadion, Istanboel Toeschouwers: 45.000 Scheidsrechter: Pierluigi Collina (ITA) |
| 11 oktober 2003 20:00 (UTC+3) |         |       |          | Şükrü Saracoğlustadion, Istanboel Toeschouwers: 45.000 Scheidsrechter: Pierluigi Collina (ITA) |

|                               |               |                 |           |                                                                               |
| 11 oktober 2003 20:00 (UTC+2) | Liechtenstein | 0 – 2           | Slowakije | Rheinpark Stadion, Vaduz Toeschouwers: 800 Scheidsrechter: Jouni Hyytiä (FIN) |
| 11 oktober 2003 20:00 (UTC+2) |               | Vittek 40', 56' |           | Rheinpark Stadion, Vaduz Toeschouwers: 800 Scheidsrechter: Jouni Hyytiä (FIN) |

### Groep 8
Vooraf was de verwachting dat Kroatië en België zouden strijden om een EK-ticket, maar het terug gevallen Bulgarije schoot prima uit de startblokken met 2-0 overwinningen op België (uit) en Kroatië (thuis). Na een zware nederlaag tegen Kroatië (4-0) moest België van Bulgarije winnen om in de race te blijven. België kwam twee maal op voorsprong, maar gaf die voorsprong twee maal weg, meeste tumult ontstond doordat scheidsrechter Pierluigi Collina een buiteling van M' Penza niet beoordeelde als een strafschop. Bulgarije eindigde op de eerste plaats, België pakte zijn laatste kans door met 2-1 van Kroatië te winnen en moest hopen dat Kroatië niet zou winnen van Bulgarije. Kroatië won echter met 1-0 en dankzij een beter onderling resultaat eindigde Kroatië boven België en moest in de Play-Off wedstrijden spelen tegen Slovenië.
| Pos | Land      | Wed | Win | Gel | Ver | DV | DT | +/− | Pnt |
| --- | --------- | --- | --- | --- | --- | -- | -- | --- | --- |
| 1   | Bulgarije | 8   | 5   | 2   | 1   | 13 | 4  | +9  | 17  |
| 2   | Kroatië   | 8   | 5   | 1   | 2   | 12 | 4  | +8  | 16  |
| 3   | België    | 8   | 5   | 1   | 2   | 11 | 9  | +2  | 16  |
| 4   | Estland   | 8   | 2   | 2   | 4   | 4  | 6  | –2  | 8   |
| 5   | Andorra   | 8   | 0   | 0   | 8   | 1  | 18 | –17 | 0   |

|                                |         |       |         | |
| 7 september 2002 18:00 (UTC+2) | Kroatië | 0 – 0 | Estland | Stadion Gradski vrt, Osijek Toeschouwers: 10.000 Scheidsrechter: Juan Antonio Fernández Marín (SPA) |
| 7 september 2002 18:00 (UTC+2) |         |       |         | Stadion Gradski vrt, Osijek Toeschouwers: 10.000 Scheidsrechter: Juan Antonio Fernández Marín (SPA) |

|                                |        |                         |           |                                                                                         |
| 7 september 2002 20:00 (UTC+2) | België | 0 – 2                   | Bulgarije | Koning Boudewijnstadion, Brussel Toeschouwers: 20.000 Scheidsrechter: Terje Hauge (NOR) |
| 7 september 2002 20:00 (UTC+2) |        | Janković 17' Petrov 63' |           | Koning Boudewijnstadion, Brussel Toeschouwers: 20.000 Scheidsrechter: Terje Hauge (NOR) |

|                               |                         |       |         |                                                                                               |
| 12 oktober 2002 18:00 (UTC+3) | Bulgarije               | 2 – 0 | Kroatië | Vasil Levski Nationaal Stadion, Sofia Toeschouwers: 43.000 Scheidsrechter: Anders Frisk (ZWE) |
| 12 oktober 2002 18:00 (UTC+3) | Petrov 22' Berbatov 37' |       |         | Vasil Levski Nationaal Stadion, Sofia Toeschouwers: 43.000 Scheidsrechter: Anders Frisk (ZWE) |

|                               |         |           |        | |
| 12 oktober 2002 20:00 (UTC+2) | Andorra | 0 – 1     | België | Estadi Comunal d'Aixovall, Andorra la Vella Toeschouwers: 700 Scheidsrechter: Karen Nalbandyan (ARM) |
| 12 oktober 2002 20:00 (UTC+2) |         | Sonck 61' |        | Estadi Comunal d'Aixovall, Andorra la Vella Toeschouwers: 700 Scheidsrechter: Karen Nalbandyan (ARM) |

|                               |                          |       |          |                                                                                                |
| 16 oktober 2002 18:00 (UTC+3) | Bulgarije                | 2 – 1 | Andorra  | Vasil Levski Nationaal Stadion, Sofia Toeschouwers: 38.000 Scheidsrechter: Ceri Richards (WAL) |
| 16 oktober 2002 18:00 (UTC+3) | Chilikov 37' Balakov 58' |       | Lima 80' | Vasil Levski Nationaal Stadion, Sofia Toeschouwers: 38.000 Scheidsrechter: Ceri Richards (WAL) |

|                               |         |          |        |                                                                               |
| 16 oktober 2002 21:30 (UTC+3) | Estland | 0 – 1    | België | A. Le Coq Arena, Tallinn Toeschouwers: 4.000 Scheidsrechter: Mike Riley (ENG) |
| 16 oktober 2002 21:30 (UTC+3) |         | Sonck 2' |        | A. Le Coq Arena, Tallinn Toeschouwers: 4.000 Scheidsrechter: Mike Riley (ENG) |

|                             |                                     |       |        |                                                                                    |
| 29 maart 2003 18:30 (UTC+1) | Kroatië                             | 4 – 0 | België | Stadion Maksimir, Zagreb Toeschouwers: 25.000 Scheidsrechter: Herbert Fandel (DUI) |
| 29 maart 2003 18:30 (UTC+1) | Srna 9' Pršo 55' Marić 70' Leko 76' |       |        | Stadion Maksimir, Zagreb Toeschouwers: 25.000 Scheidsrechter: Herbert Fandel (DUI) |

|                            |         |       |           |                                                                                  |
| 2 april 2003 18:00 (UTC+3) | Estland | 0 – 0 | Bulgarije | A. Le Coq Arena, Tallinn Toeschouwers: 3.000 Scheidsrechter: Konrad Plautz (OOS) |
| 2 april 2003 18:00 (UTC+3) |         |       |           | A. Le Coq Arena, Tallinn Toeschouwers: 3.000 Scheidsrechter: Konrad Plautz (OOS) |

|                            |                        |       |         |                                                                                   |
| 2 april 2003 18:00 (UTC+2) | Kroatië                | 2 – 0 | Andorra | Varteksstadion, Varaždin Toeschouwers: 8.500 Scheidsrechter: Marian Salomir (RUS) |
| 2 april 2003 18:00 (UTC+2) | Rapaić 10' (pen.), 43' |       |         | Varteksstadion, Varaždin Toeschouwers: 8.500 Scheidsrechter: Marian Salomir (RUS) |

|                             |         |                   |         |                                                                                               |
| 30 april 2003 17:00 (UTC+2) | Andorra | 0 – 2             | Estland | Estadi Comunal d'Aixovall, Andorra la Vella Toeschouwers: 500 Scheidsrechter: Ali Aydin (TUR) |
| 30 april 2003 17:00 (UTC+2) |         | Zelinski 26', 74' |         | Estadi Comunal d'Aixovall, Andorra la Vella Toeschouwers: 500 Scheidsrechter: Ali Aydin (TUR) |

|                           |                       |       |         |                                                                                 |
| 7 juni 2003 19:00 (UTC+3) | Estland               | 2 – 0 | Andorra | A. Le Coq Arena, Tallinn Toeschouwers: 3.500 Scheidsrechter: Attila Juhos (HON) |
| 7 juni 2003 19:00 (UTC+3) | Allas 22' Viikmäe 31' |       |         | A. Le Coq Arena, Tallinn Toeschouwers: 3.500 Scheidsrechter: Attila Juhos (HON) |

|                           |                                 |       |                               | |
| 7 juni 2003 19:15 (UTC+3) | Bulgarije                       | 2 – 2 | België                        | Vasil Levski Nationaal Stadion, Sofia Toeschouwers: 42.000 Scheidsrechter: Pierluigi Collina (ITA) |
| 7 juni 2003 19:15 (UTC+3) | Berbatov 52' Todorov 71' (pen.) |       | Petrov 30' (e.d.) Clement 55' | Vasil Levski Nationaal Stadion, Sofia Toeschouwers: 42.000 Scheidsrechter: Pierluigi Collina (ITA) |

|                            |         |           |         |                                                                                |
| 11 juni 2003 19:00 (UTC+3) | Estland | 0 – 1     | Kroatië | A. Le Coq Arena, Tallinn Toeschouwers: 6.100 Scheidsrechter: Alain Hamer (LUX) |
| 11 juni 2003 19:00 (UTC+3) |         | Kovač 76' |         | A. Le Coq Arena, Tallinn Toeschouwers: 6.100 Scheidsrechter: Alain Hamer (LUX) |

|                            |                         |       |         |                                                                                     |
| 11 juni 2003 20:15 (UTC+2) | België                  | 3 – 0 | Andorra | Jules Ottenstadion, Gent Toeschouwers: 12.500 Scheidsrechter: Siarhei Shmolik (BLR) |
| 11 juni 2003 20:15 (UTC+2) | Goor 21', 69' Sonck 45' |       |         | Jules Ottenstadion, Gent Toeschouwers: 12.500 Scheidsrechter: Siarhei Shmolik (BLR) |

|                                |         |                               |         |                                                                                                   |
| 6 september 2003 16:00 (UTC+2) | Andorra | 0 – 3                         | Kroatië | Estadi Comunal d'Aixovall, Andorra la Vella Toeschouwers: 800 Scheidsrechter: Miroslav Liba (CZE) |
| 6 september 2003 16:00 (UTC+2) |         | Kovač 4' Šimunić 16' Roso 71' |         | Estadi Comunal d'Aixovall, Andorra la Vella Toeschouwers: 800 Scheidsrechter: Miroslav Liba (CZE) |

|                                |                         |       |         |                                                                                                   |
| 6 september 2003 18:00 (UTC+3) | Bulgarije               | 2 – 0 | Estland | Vasil Levski Nationaal Stadion, Sofia Toeschouwers: 25.128 Scheidsrechter: Franz-Xaver Wack (DUI) |
| 6 september 2003 18:00 (UTC+3) | Petrov 16' Berbatov 66' |       |         | Vasil Levski Nationaal Stadion, Sofia Toeschouwers: 25.128 Scheidsrechter: Franz-Xaver Wack (DUI) |

|                                 |         |                               |           | |
| 10 september 2003 17:30 (UTC+2) | Andorra | 0 – 3                         | Bulgarije | Estadi Comunal d'Aixovall, Andorra la Vella Toeschouwers: 450 Scheidsrechter: Tomasz Mikulski (POL) |
| 10 september 2003 17:30 (UTC+2) |         | Berbatov 11', 24' Hristov 58' |           | Estadi Comunal d'Aixovall, Andorra la Vella Toeschouwers: 450 Scheidsrechter: Tomasz Mikulski (POL) |

|                                 |                |       |           |                                                                                         |
| 10 september 2003 20:15 (UTC+2) | België         | 2 – 1 | Kroatië   | Koning Boudewijnstadion, Brussel Toeschouwers: 35.000 Scheidsrechter: Graham Poll (ENG) |
| 10 september 2003 20:15 (UTC+2) | Sonck 35', 43' |       | Šimić 37' | Koning Boudewijnstadion, Brussel Toeschouwers: 35.000 Scheidsrechter: Graham Poll (ENG) |

|                               |          |       |           |                                                                                      |
| 11 oktober 2003 20:15 (UTC+2) | Kroatië  | 1 – 0 | Bulgarije | Stadion Maksimir, Zagreb Toeschouwers: 37.000 Scheidsrechter: Gilles Veissiere (FRA) |
| 11 oktober 2003 20:15 (UTC+2) | Olić 48' |       |           | Stadion Maksimir, Zagreb Toeschouwers: 37.000 Scheidsrechter: Gilles Veissiere (FRA) |

|                               |                               |       |         |                                                                                         |
| 11 oktober 2003 20:15 (UTC+2) | België                        | 2 – 0 | Estland | Stade Maurice Dufrasne, Luik Toeschouwers: 20.000 Scheidsrechter: Massimo Busacca (SUI) |
| 11 oktober 2003 20:15 (UTC+2) | Piiroja 41' (e.d.) Buffel 60' |       |         | Stade Maurice Dufrasne, Luik Toeschouwers: 20.000 Scheidsrechter: Massimo Busacca (SUI) |

### Groep 9
Wales had al jaren niets meer gepresteerd, maar schoot uit de startblokken en had halverwege de competitie twaalf punten uit vier wedstrijden met een ruime voorsprong op Italië (tien uit vijf) en op Servië en Montenegro (vijf uit vijf). Hoogtepunt was een 2-1 zege op Italië. Servië en Montenegro begon goed met een 1-1 gelijkspel in Italië, maar na blamerende resultaten tegen Azerbeidzjan (2-2 in Belgrado, 2-1 nederlaag in Bakoe) en tegen Finland (3-0 nederlaag) nam coach en oud-sterspeler Dejan Savićević ontslag.
In de tweede helft van de cyclus verloor Wales twee keer achter elkaar, 1-0 tegen Servië en Montenegro en een duidelijke 4-0 nederlaag tegen Italië met drie doelpunten van Filippo Inzaghi, Italië had nu één punt voorsprong. Op de voorlaatste speeldag speelde Italië gelijk tegen Servië en Montenegro, maar omdat Wales tegen Finland niet verder kwam dan 1-1 bleef de voorsprong gehandhaafd en plaatste Italië zich na een 4-0 overwinning op  Azerbeidzjan. Door het gelijkspel van Servië en Montenegro plaatste Wales zich voor de Play-Offs, tegen Rusland kon Wales zich voor het eerst sinds 1958 plaatsen voor een groot toernooi.
| Pos | Land                 | Wed | Win | Gel | Ver | DV | DT | +/− | Pnt |
| --- | -------------------- | --- | --- | --- | --- | -- | -- | --- | --- |
| 1   | Italië               | 8   | 5   | 2   | 1   | 17 | 4  | +13 | 17  |
| 2   | Wales                | 8   | 4   | 1   | 3   | 13 | 10 | +3  | 13  |
| 3   | Servië en Montenegro | 8   | 3   | 3   | 2   | 11 | 11 | 0   | 12  |
| 4   | Finland              | 8   | 3   | 1   | 4   | 9  | 10 | –1  | 10  |
| 5   | Azerbeidzjan         | 8   | 1   | 1   | 6   | 5  | 20 | –15 | 4   |

|                                |         |         |                        |                                                                                      |
| 7 september 2002 19:00 (UTC+3) | Finland | 0 – 2   | Wales                  | Olympisch Stadion, Helsinki Toeschouwers: 35.833 Scheidsrechter: Konrad Plautz (OOS) |
| 7 september 2002 19:00 (UTC+3) |         | verslag | Hartson 30' Davies 72' | Olympisch Stadion, Helsinki Toeschouwers: 35.833 Scheidsrechter: Konrad Plautz (OOS) |

|                                |              |         |                                  |                                                                                         |
| 7 september 2002 23:00 (UTC+5) | Azerbeidzjan | 0 – 2   | Italië                           | Tofikh Bakhramovstadion, Baku Toeschouwers: 40.000 Scheidsrechter: Kyros Vassaras (GRI) |
| 7 september 2002 23:00 (UTC+5) |              | verslag | Ahmadov 33' (e.d.) Del Piero 65' | Tofikh Bakhramovstadion, Baku Toeschouwers: 40.000 Scheidsrechter: Kyros Vassaras (GRI) |

|                               |                                         |         |              |                                                                                    |
| 12 oktober 2002 19:00 (UTC+3) | Finland                                 | 3 – 0   | Azerbeidzjan | Olympisch Stadion, Helsinki Toeschouwers: 11.853 Scheidsrechter: Alain Hamer (LUX) |
| 12 oktober 2002 19:00 (UTC+3) | Agaev 14' (e.d.) Tihinen 60' Hyypiä 72' | verslag |              | Olympisch Stadion, Helsinki Toeschouwers: 11.853 Scheidsrechter: Alain Hamer (LUX) |

|                               |               |         |                      |                                                                                            |
| 12 oktober 2002 20:45 (UTC+2) | Italië        | 1 – 1   | Servië en Montenegro | Stadio San Paolo, Napels Toeschouwers: 55.000 Scheidsrechter: Manuel Mejuto González (SPA) |
| 12 oktober 2002 20:45 (UTC+2) | Del Piero 38' | verslag | Mijatović 27'        | Stadio San Paolo, Napels Toeschouwers: 55.000 Scheidsrechter: Manuel Mejuto González (SPA) |

|                               |                                    |         |         |                                                                                            |
| 16 oktober 2002 19:00 (UTC+2) | Servië en Montenegro               | 2 – 0   | Finland | Stadion Crvena Zvezda, Belgrado Toeschouwers: 35.000 Scheidsrechter: Dick van Egmond (NED) |
| 16 oktober 2002 19:00 (UTC+2) | Kovačević 55' Mijatović 84' (pen.) | verslag |         | Stadion Crvena Zvezda, Belgrado Toeschouwers: 35.000 Scheidsrechter: Dick van Egmond (NED) |

|                               |                        |         |               |                                                                                         |
| 16 oktober 2002 19:45 (UTC+1) | Wales                  | 2 – 1   | Italië        | Millennium Stadium, Cardiff Toeschouwers: 70.000 Scheidsrechter: Gilles Veissière (FRA) |
| 16 oktober 2002 19:45 (UTC+1) | Davies 11' Bellamy 70' | verslag | Del Piero 31' | Millennium Stadium, Cardiff Toeschouwers: 70.000 Scheidsrechter: Gilles Veissière (FRA) |

|                                |              |         |                       |                                                                                     |
| 20 november 2002 19:00 (UTC+4) | Azerbeidzjan | 0 – 2   | Wales                 | Tofikh Bakhramovstadion, Baku Toeschouwers: 12.000 Scheidsrechter: Luc Huyghe (BEL) |
| 20 november 2002 19:00 (UTC+4) |              | verslag | Speed 10' Hartson 68' | Tofikh Bakhramovstadion, Baku Toeschouwers: 12.000 Scheidsrechter: Luc Huyghe (BEL) |

|                                |                                  |         |                   |                                                                                      |
| 12 februari 2003 15:30 (UTC+1) | Servië en Montenegro             | 2 – 2   | Azerbeidzjan      | Pod Goricomstadion, Podgorica Toeschouwers: 8.000 Scheidsrechter: Jacek Granat (POL) |
| 12 februari 2003 15:30 (UTC+1) | Mijatović 33' (pen.) Lazetić 52' | verslag | Gurbanov 58', 77' | Pod Goricomstadion, Podgorica Toeschouwers: 8.000 Scheidsrechter: Jacek Granat (POL) |

|                           |                                           |         |              |                                                                                       |
| 29 maart 2003 15:30 (UTC) | Wales                                     | 4 – 0   | Azerbeidzjan | Millennium Stadium, Cardiff Toeschouwers: 73.500 Scheidsrechter: Philippe Leuba (SUI) |
| 29 maart 2003 15:30 (UTC) | Davies 1' Speed 40' Hartson 43' Giggs 52' | verslag |              | Millennium Stadium, Cardiff Toeschouwers: 73.500 Scheidsrechter: Philippe Leuba (SUI) |

|                             |               |         |         |                                                                                          |
| 29 maart 2003 21:00 (UTC+1) | Italië        | 2 – 0   | Finland | Stadio Renzo Barbera, Palermo Toeschouwers: 34.074 Scheidsrechter: Valentin Ivanov (RUS) |
| 29 maart 2003 21:00 (UTC+1) | Vieri 6', 23' | verslag |         | Stadio Renzo Barbera, Palermo Toeschouwers: 34.074 Scheidsrechter: Valentin Ivanov (RUS) |

|                           |                                    |         |                      |                                                                                       |
| 7 juni 2003 19:00 (UTC+3) | Finland                            | 3 – 0   | Servië en Montenegro | Olympisch Stadion, Helsinki Toeschouwers: 17.343 Scheidsrechter: Claude Colombo (FRA) |
| 7 juni 2003 19:00 (UTC+3) | Hyypiä 19' Kolkka 45' Forssell 56' | verslag |                      | Olympisch Stadion, Helsinki Toeschouwers: 17.343 Scheidsrechter: Claude Colombo (FRA) |

|                            |                                     |         |                      |                                                                               |
| 11 juni 2003 20:00 (UTC+5) | Azerbeidzjan                        | 2 – 1   | Servië en Montenegro | Shafastadion, Baku Toeschouwers: 3.500 Scheidsrechter: Knud Erik Fisker (DEN) |
| 11 juni 2003 20:00 (UTC+5) | Gurbanov 88' (pen.) Ismayilov 90+1' | verslag | Bošković 27'         | Shafastadion, Baku Toeschouwers: 3.500 Scheidsrechter: Knud Erik Fisker (DEN) |

|                            |         |         |                         |                                                                                     |
| 11 juni 2003 21:00 (UTC+3) | Finland | 0 – 2   | Italië                  | Olympisch Stadion, Helsinki Toeschouwers: 36.850 Scheidsrechter: Željko Širić (KRO) |
| 11 juni 2003 21:00 (UTC+3) |         | verslag | Totti 31' Del Piero 73' | Olympisch Stadion, Helsinki Toeschouwers: 36.850 Scheidsrechter: Željko Širić (KRO) |

|                                |                      |         |       |                                                                                         |
| 20 augustus 2003 20:15 (UTC+2) | Servië en Montenegro | 1 – 0   | Wales | Stadion Crvena Zvezda, Belgrado Toeschouwers: 22.000 Scheidsrechter: Anders Frisk (ZWE) |
| 20 augustus 2003 20:15 (UTC+2) | Mladenović 73'       | verslag |       | Stadion Crvena Zvezda, Belgrado Toeschouwers: 22.000 Scheidsrechter: Anders Frisk (ZWE) |

|                                |               |         |                        |                                                                              |
| 6 september 2003 19:00 (UTC+5) | Azerbeidzjan  | 1 – 2   | Finland                | Shafastadion, Baku Toeschouwers: 7.500 Scheidsrechter: Vladimir Hrinák (SVK) |
| 6 september 2003 19:00 (UTC+5) | Ismayilov 88' | verslag | Tainio 52' Nurmela 74' | Shafastadion, Baku Toeschouwers: 7.500 Scheidsrechter: Vladimir Hrinák (SVK) |

|                                |                                            |         |       |                                                                                       |
| 6 september 2003 20:45 (UTC+2) | Italië                                     | 4 – 0   | Wales | Stadio Giuseppe Meazza, Milaan Toeschouwers: 80.000 Scheidsrechter: Markus Merk (DUI) |
| 6 september 2003 20:45 (UTC+2) | Inzaghi 59', 63', 70' Del Piero 76' (pen.) | verslag |       | Stadio Giuseppe Meazza, Milaan Toeschouwers: 80.000 Scheidsrechter: Markus Merk (DUI) |

|                                 |           |         |              |                                                                                             |
| 10 september 2003 19:45 (UTC+1) | Wales     | 1 – 1   | Finland      | Millennium Stadium, Cardiff Toeschouwers: 73.411 Scheidsrechter: Arturo Duadén Ibánez (SPA) |
| 10 september 2003 19:45 (UTC+1) | Davies 3' | verslag | Forssell 79' | Millennium Stadium, Cardiff Toeschouwers: 73.411 Scheidsrechter: Arturo Duadén Ibánez (SPA) |

|                                 |                      |         |             |                                                                                        |
| 10 september 2003 20:45 (UTC+2) | Servië en Montenegro | 1 – 1   | Italië      | Stadion Crvena Zvezda, Belgrado Toeschouwers: 30.000 Scheidsrechter: Alain Hamer (LUX) |
| 10 september 2003 20:45 (UTC+2) | Ilić 82'             | verslag | Inzaghi 22' | Stadion Crvena Zvezda, Belgrado Toeschouwers: 30.000 Scheidsrechter: Alain Hamer (LUX) |

|                               |                                   |         |                                    |                                                                                       |
| 11 oktober 2003 19:45 (UTC+1) | Wales                             | 2 – 3   | Servië en Montenegro               | Millennium Stadium, Cardiff Toeschouwers: 72.514 Scheidsrechter: Fritz Stuchlik (OOS) |
| 11 oktober 2003 19:45 (UTC+1) | Hartson 26' (pen.) Earnshaw 90+3' | verslag | Vukić 6' Milošević 82' Ljuboja 88' | Millennium Stadium, Cardiff Toeschouwers: 72.514 Scheidsrechter: Fritz Stuchlik (OOS) |

|                               |                                        |         |              |                                                                                                  |
| 11 oktober 2003 20:45 (UTC+2) | Italië                                 | 4 – 0   | Azerbeidzjan | Stadio Oreste Granillo, Reggio Calabria Toeschouwers: 27.000 Scheidsrechter: Stuart Dougal (SCO) |
| 11 oktober 2003 20:45 (UTC+2) | Vieri 16' Inzaghi 24', 87' Di Vaio 64' | verslag |              | Stadio Oreste Granillo, Reggio Calabria Toeschouwers: 27.000 Scheidsrechter: Stuart Dougal (SCO) |

### Groep 10
Een groep zonder een duidelijke favoriet: Ierland was als groepshoofd aangewezen, maar begon met nederlagen tegen Rusland (4-2) en Zwitserland (1-2). De concurrenten verspeelden punten tegen de zwakkere landen: Zwitserland speelde gelijk tegen Albanië en Georgië, Rusland verloor zelfs van beide landen, coach Valeri Gazzajev nam ontslag. Op de laatste speeldag had Zwitserland één punt voorsprong op Ierland en Rusland. In een directe confrontatie won Zwitserland met 2-0 van Ierland en plaatste zich voor de eindronde, Rusland maakte een 0-1 achterstand tegen Georgië goed en won met 3-1, in de Play Offs moest het spelen tegen Wales.
| Pos | Land        | Wed | Win | Gel | Ver | DV | DT | +/− | Pnt |
| --- | ----------- | --- | --- | --- | --- | -- | -- | --- | --- |
| 1   | Zwitserland | 8   | 4   | 3   | 1   | 15 | 11 | +4  | 15  |
| 2   | Rusland     | 8   | 4   | 2   | 2   | 19 | 12 | +7  | 14  |
| 3   | Ierland     | 8   | 3   | 2   | 3   | 10 | 11 | –1  | 11  |
| 4   | Albanië     | 8   | 2   | 2   | 4   | 11 | 15 | –4  | 8   |
| 5   | Georgië     | 8   | 2   | 1   | 5   | 8  | 14 | –6  | 7   |

|                                |                                                             |                    |                          |                                                                                    |
| 7 september 2002 17:00 (UTC+4) | Rusland                                                     | 4 – 2              | Ierland                  | Lokomotivstadion, Moskou Toeschouwers: 26.000 Scheidsrechter: Claude Colombo (FRA) |
| 7 september 2002 17:00 (UTC+4) | Karyaka 20' Bestsjastnych 24' Kerzhakov 71' Babb 88' (e.d.) | verslag[dode link] | Doherty 69' Morrison 76' | Lokomotivstadion, Moskou Toeschouwers: 26.000 Scheidsrechter: Claude Colombo (FRA) |

|                                |                                                |                    |               |                                                                                   |
| 8 september 2002 16:00 (UTC+2) | Zwitserland                                    | 4 – 1              | Georgië       | St. Jakob-Park, Basel Toeschouwers: 20.500 Scheidsrechter: Vladimir Krisnak (SVK) |
| 8 september 2002 16:00 (UTC+2) | Frei 37' H. Yakin 62' Müller 74' Chapuisat 81' | verslag[dode link] | Arveladze 62' | St. Jakob-Park, Basel Toeschouwers: 20.500 Scheidsrechter: Vladimir Krisnak (SVK) |

|                               |            |                    |              |                                                                                     |
| 12 oktober 2002 20:00 (UTC+2) | Albanië    | 1 – 1              | Zwitserland  | Qemal Stafastadion, Tirana Toeschouwers: 15.000 Scheidsrechter: Orhan Erdemir (TUR) |
| 12 oktober 2002 20:00 (UTC+2) | Murati 79' | verslag[dode link] | M. Yakin 37' | Qemal Stafastadion, Tirana Toeschouwers: 15.000 Scheidsrechter: Orhan Erdemir (TUR) |

|                               |                                        |                    |          |                                                                                    |
| 16 oktober 2002 17:00 (UTC+4) | Rusland                                | 4 – 1              | Albanië  | Centraalstadion, Wolgograd Toeschouwers: 18.000 Scheidsrechter: Leif Sundell (ZWE) |
| 16 oktober 2002 17:00 (UTC+4) | Kerzhakov 3' Semak 42', 55' Onopko 52' | verslag[dode link] | Duro 13' | Centraalstadion, Wolgograd Toeschouwers: 18.000 Scheidsrechter: Leif Sundell (ZWE) |

|                               |                   |                    |                            |                                                                                 |
| 16 oktober 2002 20:30 (UTC+1) | Ierland           | 1 – 2              | Zwitserland                | Lansdowne Road, Dublin Toeschouwers: 35.000 Scheidsrechter: Rune Pedersen (NOR) |
| 16 oktober 2002 20:30 (UTC+1) | Magnin 78' (e.d.) | verslag[dode link] | H. Yakin 45' Celestini 87' | Lansdowne Road, Dublin Toeschouwers: 35.000 Scheidsrechter: Rune Pedersen (NOR) |

|                             |                               |                    |             |                                                                                      |
| 29 maart 2003 18:00 (UTC+1) | Albanië                       | 3 – 1              | Rusland     | Loro Boriçistadion, Shkodër Toeschouwers: 16.000 Scheidsrechter: Paul Allaerts (BEL) |
| 29 maart 2003 18:00 (UTC+1) | Rraklli 20' Lala 79' Tare 82' | verslag[dode link] | Karyaka 76' | Loro Boriçistadion, Shkodër Toeschouwers: 16.000 Scheidsrechter: Paul Allaerts (BEL) |

|                             |                 |                    |                      |                                                                                          |
| 29 maart 2003 18:00 (UTC+4) | Georgië         | 1 – 2              | Ierland              | Micheil Meschistadion, Tbilisi Toeschouwers: 10.000 Scheidsrechter: Kyris Vassaras (GRE) |
| 29 maart 2003 18:00 (UTC+4) | Kobiasjvili 62' | verslag[dode link] | Duff 18' Doherty 84' | Micheil Meschistadion, Tbilisi Toeschouwers: 10.000 Scheidsrechter: Kyris Vassaras (GRE) |

|                            |                    |       |             |                                                                                         |
| 2 april 2003 18:00 (UTC+5) | Georgië            | 0 – 0 | Zwitserland | Micheil Meschistadion, Tbilisi Toeschouwers: 10.000 Scheidsrechter: Edo Trivković (KRO) |
| 2 april 2003 18:00 (UTC+5) | verslag[dode link] |       |             | Micheil Meschistadion, Tbilisi Toeschouwers: 10.000 Scheidsrechter: Edo Trivković (KRO) |

|                            |                    |       |         |                                                                                      |
| 2 april 2003 18:30 (UTC+2) | Albanië            | 0 – 0 | Ierland | Qemal Stafastadion, Tirana Toeschouwers: 20.000 Scheidsrechter: Stefano Farina (ITA) |
| 2 april 2003 18:30 (UTC+2) | verslag[dode link] |       |         | Qemal Stafastadion, Tirana Toeschouwers: 20.000 Scheidsrechter: Stefano Farina (ITA) |

|                             |              |                    |         |                                                                                            |
| 30 april 2003 17:00 (UTC+5) | Georgië      | 1 – 0              | Rusland | Micheil Meschistadion, Tbilisi Toeschouwers: 11.000 Scheidsrechter: Franz-Xaver Wack (DUI) |
| 30 april 2003 17:00 (UTC+5) | Asatiani 12' | verslag[dode link] |         | Micheil Meschistadion, Tbilisi Toeschouwers: 11.000 Scheidsrechter: Franz-Xaver Wack (DUI) |

|                           |                             |                    |          |                                                                                   |
| 7 juni 2003 16:00 (UTC+1) | Ierland                     | 2 – 1              | Albanië  | Lansdowne Road, Dublin Toeschouwers: 33.000 Scheidsrechter: Tomasz Mikulski (POL) |
| 7 juni 2003 16:00 (UTC+1) | Keane 6' Aliaj 90+2' (e.d.) | verslag[dode link] | Skela 8' | Lansdowne Road, Dublin Toeschouwers: 33.000 Scheidsrechter: Tomasz Mikulski (POL) |

|                           |               |                    |                             |                                                                                       |
| 7 juni 2003 20:15 (UTC+2) | Zwitserland   | 2 – 2              | Rusland                     | St. Jakob-Park, Basel Toeschouwers: 30.500 Scheidsrechter: Arturo Dauden Ibañez (SPA) |
| 7 juni 2003 20:15 (UTC+2) | Frei 13', 15' | verslag[dode link] | Ignashevich 23', 67' (pen.) | St. Jakob-Park, Basel Toeschouwers: 30.500 Scheidsrechter: Arturo Dauden Ibañez (SPA) |

|                            |                               |                    |                           |                                                                                  |
| 11 juni 2003 20:15 (UTC+2) | Zwitserland                   | 3 – 2              | Albanië                   | Stade de Genève, Geneva Toeschouwers: 26.000 Scheidsrechter: Steve Bennett (ENG) |
| 11 juni 2003 20:15 (UTC+2) | Haas 10' Frei 32' Cabanas 71' | verslag[dode link] | Lala 22' Skela 86' (pen.) | Stade de Genève, Geneva Toeschouwers: 26.000 Scheidsrechter: Steve Bennett (ENG) |

|                            |                       |                    |         |                                                                                              |
| 11 juni 2003 20:30 (UTC+1) | Ierland               | 2 – 0              | Georgië | Lansdowne Road, Dublin Toeschouwers: 36.000 Scheidsrechter: Eduardo Iturralde González (SPA) |
| 11 juni 2003 20:30 (UTC+1) | Doherty 43' Keane 59' | verslag[dode link] |         | Lansdowne Road, Dublin Toeschouwers: 36.000 Scheidsrechter: Eduardo Iturralde González (SPA) |

|                                |          |         |                 |                                                                                |
| 6 september 2003 17:00 (UTC+1) | Ierland  | 1 – 1   | Rusland         | Lansdowne Road, Dublin Toeschouwers: 36.000 Scheidsrechter: Ľuboš Micheľ (SVK) |
| 6 september 2003 17:00 (UTC+1) | Duff 35' | verslag | Ignashevich 42' | Lansdowne Road, Dublin Toeschouwers: 36.000 Scheidsrechter: Ľuboš Micheľ (SVK) |

|                                |                                |                    |         |                                                                                                |
| 6 september 2003 17:00 (UTC+5) | Georgië                        | 3 – 0              | Albanië | Boris Paitsjadzestadion, Tbilisi Toeschouwers: 18.000 Scheidsrechter: Nicolai Vollquartz (DEN) |
| 6 september 2003 17:00 (UTC+5) | Arveladze 8', 43' Asjvetia 17' | verslag[dode link] |         | Boris Paitsjadzestadion, Tbilisi Toeschouwers: 18.000 Scheidsrechter: Nicolai Vollquartz (DEN) |

|                                 |                                     |                    |                    |                                                                                       |
| 10 september 2003 18:00 (UTC+4) | Rusland                             | 4 – 1              | Zwitserland        | Lokomotivstadion, Moskou Toeschouwers: 28.800 Scheidsrechter: Pierluigi Collina (ITA) |
| 10 september 2003 18:00 (UTC+4) | Boelykin 19', 32', 58' Mostovoj 72' | verslag[dode link] | Karyaka 12' (e.d.) | Lokomotivstadion, Moskou Toeschouwers: 28.800 Scheidsrechter: Pierluigi Collina (ITA) |

|                                 |                             |                    |               |                                                                                      |
| 10 september 2003 20:00 (UTC+2) | Albanië                     | 3 – 1              | Georgië       | Qemal Stafastadion, Tirana Toeschouwers: 10.500 Scheidsrechter: Mircea Salomir (ROM) |
| 10 september 2003 20:00 (UTC+2) | Hasi 51' Tare 53' Bushi 80' | verslag[dode link] | Arveladze 64' | Qemal Stafastadion, Tirana Toeschouwers: 10.500 Scheidsrechter: Mircea Salomir (ROM) |

|                               |                                      |                    |             |                                                                                   |
| 11 oktober 2003 17:30 (UTC+4) | Rusland                              | 3 – 1              | Georgië     | Lokomotivstadion, Moskou Toeschouwers: 30.000 Scheidsrechter: Konrad Plautz (OOS) |
| 11 oktober 2003 17:30 (UTC+4) | Boelykin 29' Titov 45+1' Sytsjov 73' | verslag[dode link] | Iasjvili 3' | Lokomotivstadion, Moskou Toeschouwers: 30.000 Scheidsrechter: Konrad Plautz (OOS) |

|                               |                      |         |         |                                                                               |
| 11 oktober 2003 17:30 (UTC+2) | Zwitserland          | 2 – 0   | Ierland | St. Jakob-Park, Basel Toeschouwers: 31.006 Scheidsrechter: Anders Frisk (ZWE) |
| 11 oktober 2003 17:30 (UTC+2) | H. Yakin 6' Frei 60' | verslag |         | St. Jakob-Park, Basel Toeschouwers: 31.006 Scheidsrechter: Anders Frisk (ZWE) |

## Play-offs

### Turkije - Letland
Dat Letland de Play-offs haalde was al een grote verrassing, maar de ploeg leek weinig kans te hebben tegen Turkije, de nummer drie van het laatste WK. De thuiswedstrijd won de underdog door een doelpunt van Māris Verpakovskis. In de tweede wedstrijd leek Turkije het recht te zetten, met iets minder dan een half uur te spelen nam Turkije een 2-0 voorsprong dankzij doelpunten van İlhan Mansız en Hakan Şükür, maar een vrije trap van Juris Laizāns ging er via de handen van de Turkse doelman in. Op dat moment was Letland al geplaatst. Turkije kwam de klap niet te boven en Māris Verpakovskis besliste het tweeluik, Letland plaatste zich voor de eerste keer voor een groot toernooi.

|                                |                  |       |         |                                                                                 |
| 15 november 2003 20:15 (UTC+2) | Letland          | 1 – 0 | Turkije | Skontostadion, Riga Toeschouwers: 10.000 Scheidsrechter: Gilles Veissière (FRA) |
| 15 november 2003 20:15 (UTC+2) | Verpakovskis 29' |       |         | Skontostadion, Riga Toeschouwers: 10.000 Scheidsrechter: Gilles Veissière (FRA) |

|                                |                      |                  |                              |                                                                                     |
| 19 november 2003 20:30 (UTC+2) | Turkije              | 2 – 2 (2–3 agg.) | Letland                      | BJK Inönüstadion, Istanboel Toeschouwers: 24.000 Scheidsrechter: Anders Frisk (ZWE) |
| 19 november 2003 20:30 (UTC+2) | Mansız 20' Şükür 64' |                  | 66' Laizāns 78' Verpakovskis | BJK Inönüstadion, Istanboel Toeschouwers: 24.000 Scheidsrechter: Anders Frisk (ZWE) |

### Nederland - Schotland
Terwijl de Nederland pers coach Dick Advocaat vroeg voor vernieuwing, bleef hij vasthouden aan de oude garde. Clarence Seedorf werd voor het tweeluik tegen Schotland opnieuw opgeroepen ten koste van talenten als Arjen Robben. In de uitwedstrijd tegen Schotland startte hij in de basis ten koste van de tegen Moldavië uitblinkende Wesley Sneijder, Sneijder zat zelfs op de tribune. Net als in eerdere interlands maakte Nederland weinig indruk in Schotland en stond voor rust met 1-0 achter door een doelpunt van James McFadden, er veranderde niets aan de eindstand. De Schotse pers verbaasde zich over de houding van de ego's van de Nederlandse spelers en zag kansen om het EK te halen De Nederlandse pers was genadeloos, er werd gespeculeerd dat een aantal Nederlands elftal spelers feest vierden na de wedstrijd. Columnist Henk Spaan bood zijn excuses aan tegen speler Andy van der Meyde, de spelers besloten de pers te boycotten. Dick Advocaat besloot eindelijk in te grijpen, aanvoerder Frank de Boer, topscorer Patrick Kluivert en Clarence Seedorf werden gepasseerd, de aanstormende talenten Wesley Sneijder en Rafael van der Vaart kregen een basisplaats. De vernieuwing zorgde eindelijk voor nieuw elan en passie, Nederland versloeg Schotland met liefst 6-0. Wesley Sneijder was de grote man met het openingsdoelpunt en drie assists, Ruud van Nistelrooij scoorde drie keer.
|                                |              |       |           |                                                                              |
| 15 november 2003 15:00 (UTC+0) | Schotland    | 1 – 0 | Nederland | Hampden Park, Glasgow Toeschouwers: 50.670 Scheidsrechter: Terje Hauge (NOR) |
| 15 november 2003 15:00 (UTC+0) | McFadden 22' |       |           | Hampden Park, Glasgow Toeschouwers: 50.670 Scheidsrechter: Terje Hauge (NOR) |

|                                |                                                                    |                  |           |                                                                                    |
| 19 november 2003 20:30 (UTC+1) | Nederland                                                          | 6 – 0 (6–1 agg.) | Schotland | Amsterdam ArenA, Amsterdam Toeschouwers: 52.000 Scheidsrechter: Ľuboš Micheľ (SVK) |
| 19 november 2003 20:30 (UTC+1) | Sneijder 13' Ooijer 32' Van Nistelrooij 37' 51' 67' F. de Boer 65' |                  |           | Amsterdam ArenA, Amsterdam Toeschouwers: 52.000 Scheidsrechter: Ľuboš Micheľ (SVK) |

### Kroatië - Slovenië
De burenruzie tussen Kroatië en Slovenië kon voor Slovenië de derde keer worden dat men zich plaatste voor een groot toernooi via de Play-Offs, net al eerder tegen Oekraïne en Roemenië waren ze de outsider. In de uitwedstrijd hield men de Kroaten onder bedwang: 1-1, doelpuntenmaker  Ermin Šiljak liep wel een schorsing op vanwege een gele kaart. In de return viel Kroatië aan en had pech dat Niko Kovac op de paal schoot, Slovenië beperkte zich tot verdedigen. Er veranderde niets aan het spelbeeld nadat Igor Tudor bij de Kroaten uit het veld werd gestuurd vanwege twee gele kaarten en vlak daarna schoot Dado Prso naar het EK in Portugal.
|                                |         |       |            |                                                                                |
| 15 november 2003 17:30 (UTC+1) | Kroatië | 1 – 1 | Slovenië   | Maksimirstadion, Zagreb Toeschouwers: 35.000 Scheidsrechter: Markus Merk (DUI) |
| 15 november 2003 17:30 (UTC+1) | Pršo 5' |       | 22' Šiljak | Maksimirstadion, Zagreb Toeschouwers: 35.000 Scheidsrechter: Markus Merk (DUI) |

|                                |          |                  |         |                                                                                 |
| 19 november 2003 17:30 (UTC+1) | Slovenië | 0 – 1 (1–2 agg.) | Kroatië | Bežigradstadion, Ljubljana Toeschouwers: 10.000 Scheidsrechter: Urs Meier (ZWI) |
| 19 november 2003 17:30 (UTC+1) |          | 61' Pršo         |         | Bežigradstadion, Ljubljana Toeschouwers: 10.000 Scheidsrechter: Urs Meier (ZWI) |

### Rusland - Wales
Wales hoopte zich voor de eerste keer sinds 1958 te plaatsen voor een groot toernooi. Het verschafte zich een goede uitgangspositie door een doelpuntloos gelijkspel in Moskou tegen Rusland. In de return in Cardiff ging het mis, Vadim Evsejev scoorde met een kopgoal, sterspeler Ryan Giggs schoot nog op de paal, maar verder kwam de ploeg niet. Wales spande een rechtszaak aan, omdat Egor Titov positief getest was op het gebruik van het middel bromantan in de eerste wedstrijd, hij speelde wel mee in de return. De rechtszaak werd echter afgewezen, Titov werd wel later voor een jaar geschorst en ging niet meer naar het EK.
|                                |         |       |       |                                                                                     |
| 15 november 2003 19:00 (UTC+3) | Rusland | 0 – 0 | Wales | Lokomotivstadion, Moskou Toeschouwers: 30.000 Scheidsrechter: Lucílio Batista (POR) |
| 15 november 2003 19:00 (UTC+3) |         |       |       | Lokomotivstadion, Moskou Toeschouwers: 30.000 Scheidsrechter: Lucílio Batista (POR) |

|                                |       |                  |         |                                                                                               |
| 19 november 2003 19:30 (UTC+1) | Wales | 0 – 1 (0–1 agg.) | Rusland | Millennium Stadium, Cardiff Toeschouwers: 73.026 Scheidsrechter: Manuel Mejuto González (ESP) |
| 19 november 2003 19:30 (UTC+1) |       | 21' Evsejev      |         | Millennium Stadium, Cardiff Toeschouwers: 73.026 Scheidsrechter: Manuel Mejuto González (ESP) |

### Spanje - Noorwegen
Spanje had slechte herinneringen aan Noorwegen, tijdens het vorige EK liet het zich verrassen tegen de in het algemeen defensief opererende Noren. Noorwegen kwam in de eerste wedstrijd in Valencia na 16 minuten op voorsprong door een doelpunt van Steffen Iversen, na de snelle gelijkmaker van Raúl beukte Spanje tevergeefs op de Noorse muur, maar doelman Espen Johnsen blonk uit met aan aantal sterke reddingen. Vijf minuten voor tijd viel toch de Spaanse winnende treffer: in een hachelijke situatie schoot Henning Berg in eigen doel. Noorwegen moest nu in eigen huis tegen zijn natuur in aanvallen, deed dat niet, Spanje won zonder problemen met 0-3 en plaatste zich voor de eindronde.
|                                |                             |       |             |                                                                                   |
| 15 november 2003 22:00 (UTC+1) | Spanje                      | 2 – 1 | Noorwegen   | Estadio Mestalla, Valencia Toeschouwers: 53.000 Scheidsrechter: Graham Poll (ENG) |
| 15 november 2003 22:00 (UTC+1) | Raúl 21' H. Berg 85' (e.d.) |       | 15' Iversen | Estadio Mestalla, Valencia Toeschouwers: 53.000 Scheidsrechter: Graham Poll (ENG) |

|                                |           |                                     |        |                                                                                    |
| 19 november 2003 19:30 (UTC+1) | Noorwegen | 0 – 3 (1–5 agg.)                    | Spanje | Ullevaalstadion, Oslo Toeschouwers: 25.100 Scheidsrechter: Pierluigi Collina (ITA) |
| 19 november 2003 19:30 (UTC+1) |           | 34' Raúl 49' Vicente 57' Etxeberria |        | Ullevaalstadion, Oslo Toeschouwers: 25.100 Scheidsrechter: Pierluigi Collina (ITA) |